# Lettland
Lettland (lettisch Latvija, amtlich Republik Lettland, lettisch Latvijas Republikaⓘ Latvijas Republika) ist ein Staat im Baltikum. Als mittlerer der drei baltischen Staaten grenzt es im Süden an Litauen, im Südosten an Belarus, im Osten an Russland, im Norden an Estland und im Westen an die Ostsee. Die Hauptstadt und größte Stadt Lettlands ist Riga.
Seit dem Inkrafttreten der EU-Erweiterung am 1. Mai 2004 ist Lettland Mitglied der Europäischen Union und seit dem 1. Januar 2014 auch Teil der Eurozone.

## Geographie

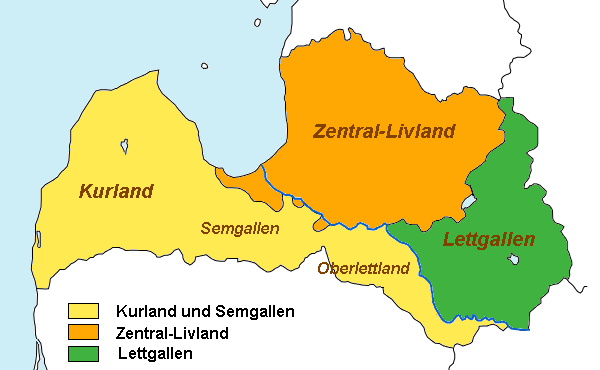
Die vier historischen Regionen Lettlands

Lettland befindet sich im Zentrum des Baltikums. Dessen Zuordnung ist umstritten und wird neben geographischen Kriterien auch von historisch-kulturellen und politischen Aspekten beeinflusst. So wird das Baltikum sowohl Nordeuropa als auch Mitteleuropa, Osteuropa und Nordosteuropa zugeordnet.
Lettland besteht im Wesentlichen aus den vier historischen Regionen Kurland (lettisch: Kurzeme) im Westen, Livland (Vidzeme) im Nordosten, Semgallen (Zemgale) als schmaler Streifen zwischen Düna (Daugava) und der litauischen Grenze sowie Lettgallen (Latgale) im Südosten. Es ist zum größten Teil ein bewaldetes Moränen-Hügelland mit zahlreichen Seen und einer langen, wenig gegliederten Küstenebene. Die längsten Flüsse Lettlands sind die Düna und die Gauja (dt. Livländische Aa). Der größte See Lettlands ist der Lubāns mit 80,7 km², der Dridza-See ist der tiefste See der baltischen Länder (bis zu 65,1 m tief).
Die Hauptstadt Riga ist auch in geographischer Hinsicht das Zentrum des dünn besiedelten Landes. Der Rigaische Meerbusen, eine Bucht der Ostsee, liegt im Nordwesten des Landes.
Die Republik Lettland hat eine Fläche von 64.589 km² und ist damit etwas kleiner als Bayern. Das Land grenzt im Nordosten auf einer Länge von 343 km an Estland, im Osten auf einer Länge von 276 km an Russland, im Südosten auf einer Länge von 161 km an Belarus und im Süden auf einer Länge von 588 km an Litauen. Die Küstenlinie entlang der Rigaer Bucht im Norden und der Ostsee im Westen misst etwa 498 km; Seegrenzen hat Lettland mit Estland und Litauen. Die durchschnittliche Höhe Lettlands beträgt 87 m. 57 % der Landesfläche liegt nicht höher als 100 Meter. Der höchste Berg ist der 120 km östlich von Riga gelegene Gaiziņkalns (Gaising) mit 311 m.
Insgesamt 2543 km² (= 3,9 % der Landesfläche) werden von Gewässern (Flüsse, Seen, Stauseen) belegt, darunter 2250 Seen, die 2,5 % der Landesfläche einnehmen. Vom verbleibenden Land werden etwa 40 %, nämlich 24.710 km² agrarwirtschaftlich und etwa 46 %, nämlich 28.855 km² forstwirtschaftlich genutzt.
Die Republik Lettland dehnt sich in Ost-West-Richtung 450 km und in Nord-Süd-Richtung 210 km aus.
In der Zwischenkriegszeit von 1920 bis 1940 war die Fläche Lettlands etwa 1300 km² größer als heute, weil die frühere Region Neu-Lettgallen um die Stadt Abrene/Pytalowo als Ergebnis des Lettisch-Sowjetischen Friedensvertrages von 1920 an Lettland fiel. Nach der Okkupation durch die Sowjetunion wurde dieses Territorium der Russischen Sozialistischen Föderativen Sowjetrepublik zugeschlagen. Diese Grenzänderung wurde nach dem Zerfall der Sowjetunion nicht rückgängig gemacht. Um die Voraussetzungen für seinen Beitritt zur Europäischen Union (EU) und NATO zu erfüllen, musste Lettland das vormals hauptsächlich von Letten bewohnte Neu-Lettgallen an Russland auch de jure abtreten. Der russische Name für die Stadt Pytalowo stammt vermutlich vom historischen lettischen Namen des Ortes, „Pie Tālavas“.

### Klima
|                       | Jan  | Feb  | Mär  | Apr | Mai  | Jun  | Jul  | Aug  | Sep  | Okt  | Nov  | Dez  |   |     |
| Mittl. Tagesmax. (°C) | −2,3 | −1,7 | 2,7  | 9,8 | 16,2 | 20,1 | 21,7 | 21,0 | 16,3 | 10,4 | 3,9  | 0,3  | ⌀ | 9,9 |
| Mittl. Tagesmin. (°C) | −7,8 | −7,6 | −4,7 | 1,0 | 5,9  | 10,0 | 12,3 | 11,8 | 8,0  | 4,0  | −0,5 | −4,4 | ⌀ | 2,4 |
|                       |      |      |      |     |      |      |      |      |      |      |      |      |   |     |
| Niederschlag (mm)     | 34   | 27   | 28   | 41  | 44   | 63   | 85   | 73   | 75   | 60   | 57   | 46   | Σ | 633 |

| −7,8 |

| −7,6 |

| −4,7 |

| 1,0 |

| 5,9 |

| 10,0 |

| 12,3 |

| 11,8 |

| 8,0 |

| 4,0 |

| −0,5 |

| −4,4 |

| −7,8 |

| −7,6 |

| −4,7 |

| 1,0 |

| 5,9 |

| 10,0 |

| 12,3 |

| 11,8 |

| 8,0 |

| 4,0 |

| −0,5 |

| −4,4 |

| N i e d e r s c h l a g | 34  | 27  | 28  | 41  | 44  | 63  | 85  | 73  | 75  | 60  | 57  | 46  |
|                         | Jan | Feb | Mär | Apr | Mai | Jun | Jul | Aug | Sep | Okt | Nov | Dez |

In Lettland herrscht wie in allen baltischen Staaten ein kühlgemäßigtes Klima mit kalten Wintern unter 0 °C und mäßig warmen Sommern zwischen 16 und 17 °C. In Riga liegt die Jahresdurchschnittstemperatur bei knapp 6 °C, es fallen 600 mm Niederschläge. Am feuchtesten ist es im Spätsommer und am trockensten im Frühjahr. 1800 bis 1900 Stunden jährlich scheint die Sonne.
Die Küsten der Ostsee bleiben im Winter meist eisfrei. Im August erreicht die Wassertemperatur bis zu 17 °C, an heißen Sommertagen in Küstennähe bis 25 °C.

### Natur
Neben Hirschen, Rehen, Hasen, Schwarzwild und Füchsen kommen auch Elche, Wölfe, Luchse, Biber und Wisente vor. Der Europäische Braunbär ist in Lettland in den Provinzen Latgale und Vidzeme wieder heimisch geworden. Für den Januar 2017 wird von einem festen Bestand von zwölf überwiegend auf lettischem Territorium lebenden Tieren ausgegangen.
In Lettland gibt es 706 staatlich geschützte Naturgebiete, darunter vier Nationalparks. Der mit einer Fläche von 16.145 ha kleinste, aber älteste Nationalpark ist der Nationalpark Slītere. Er wurde im Jahre 1922, während der ersten Unabhängigkeit Lettlands, gegründet. Mit einer Fläche von 38.114 ha ist der Nationalpark Ķemeri der zweitgrößte. Er wurde nach der Wiedererlangung der Unabhängigkeit Lettlands eingerichtet. Mit seinem Gründungsjahr 1997 ist er der jüngste. Der größte Nationalpark ist der Nationalpark Gauja. Er nimmt eine Fläche von 92.261 ha ein und wurde im Jahre 1973, während der Zugehörigkeit Lettlands zur Sowjetunion, eingerichtet.
Besonders für Zugvögel von Bedeutung ist das Naturschutzgebiet Pape, wo auch Wisente, Konikpferde und Heckrinder angesiedelt wurden. Lettland hat eine lange Tradition von Naturschutz; erste Schutzbestimmungen gab es bereits im 16. Jahrhundert.

### Flüsse
Nach Angaben des Amts für Statistik Lettlands gibt es in Lettland 17 über 100 km langen Flüsse. Die fünf längsten sind:
| Nr. | Name                        | mündet in                 | Länge in Lettland (km) | Gesamtlänge (km) |
| --- | --------------------------- | ------------------------- | ---------------------- | ---------------- |
| 1   | Gauja (dt. Livländische Aa) | Rigaer Bucht              | 452                    | 0452             |
| 2   | Daugava (Düna)              | Rigaer Bucht              | 352                    | 1005             |
| 3   | Ogre (Oger)                 | Daugava                   | 188                    | 0188             |
| 4   | Venta (Windau)              | Ostsee                    | 178                    | 0346             |
| 5   | Iecava (Eckau)              | Lielupe (Kurländische Aa) | 136                    | 0136             |

### Städte
Im Jahr 2023 lebten 69 Prozent der Einwohner Lettlands in Städten. Die größten Städte des Landes sind:
| 01 | Riga                      | 0.611.824 | 0.307 |
| 02 | Daugavpils (dt. Dünaburg) | 0.79.618  | 0.75  |
| 03 | Liepāja (Libau)           | 0.67.591  | 0.60  |
| 04 | Jelgava (Mitau)           | 0.55.367  | 0.60  |
| 05 | Jūrmala (Riga-Strand)     | 0.50.190  | 0.100 |
| 06 | Ventspils (Windau)        | 0.33.064  | 0.45  |
| 07 | Rēzekne (Rositten)        | 0.26.959  | 0.17  |

## Bevölkerung

### Demografie
Lettland hatte 2020 1,9 Millionen Einwohner. Durch die massive Zuwanderung aus der Sowjetunion in den Okkupationsjahren von 1944 bis 1990 stieg die Einwohnerzahl Lettlands von 1,9 Millionen auf fast 2,7 Millionen an. Seitdem ist die Bevölkerung Lettlands erst aufgrund des Abzugs der sowjetischen Armee und ihrer Familienangehörigen nach Russland, dann auch wegen niedriger Geburtenraten und Auswanderung massiv gesunken. Sie nahm von 1989 bis 2011 um fast 600.000 Menschen ab. 2014 sank die Einwohnerzahl erstmals unter zwei Millionen. Damit befindet sie sich auf dem Stand der 1930er Jahre.
Lettland hatte 2023 1,9 Millionen Einwohner. Das jährliche Bevölkerungswachstum betrug + 0,1 %. Trotz eines Sterbeüberschusses (Geburtenziffer: 8,5 pro 1000 Einwohner vs. Sterbeziffer: 16,4 pro 1000 Einwohner) wuchs die Bevölkerung durch Migration. Die Anzahl der Geburten pro Frau lag 2022 statistisch bei 1,5, die der Europäischen Union betrug 1,5. Die Lebenserwartung der Einwohner Lettlands ab der Geburt lag 2022 bei 74,6 Jahren. Der Median des Alters der Bevölkerung lag im Jahr 2021 bei 43,6 Jahren. Im Jahr 2023 waren 15,4 Prozent der Bevölkerung unter 15 Jahren, während der Anteil der über 64-Jährigen 22,2 Prozent der Bevölkerung betrug.

### Bevölkerungsstruktur
Stand 2023 gibt es neben der lettischen Mehrheit (62,4 % der Bevölkerung) eine bedeutende russische Minderheit (23,7 %). Deutlich kleinere ethnische Minderheiten in Lettland sind Belarussen (3 %) und Ukrainer (3 %), die meist ebenfalls Russisch sprechen, sowie Polen (2 %) und Litauer (1 %). Hinzu kommen Esten, Deutsche, Roma und Tataren. Daneben gibt es noch etwa 2000 Suiti und ca. 170 Liven (vor allem in Riga und einigen kurländischen Küstendörfern).
Alle jene, die keine lettische, aber auch keine andere Staatsbürgerschaft besitzen, gelten in Lettland – anders als in anderen Ländern – nicht als Staatenlose, sondern als sogenannte Nichtbürger.
| Jahr       | 1935*   | 1935* | 1959    | 1959 | 1970    | 1970 | 1979    | 1979 | 1989*   | 1989* | 2000*   | 2000* | 2011*   | 2011* | 2021*   | 2021* |
| Ethnie     | t Ew.   | %     | t Ew.   | %    | t Ew.   | %    | t Ew.   | %    | t Ew.   | %     | t Ew.   | %     | t Ew.   | %     | t Ew.   | %     |
| ---------- | ------- | ----- | ------- | ---- | ------- | ---- | ------- | ---- | ------- | ----- | ------- | ----- | ------- | ----- | ------- | ----- |
| Letten     | 1.467,0 | 77,0  | 1.297,9 | 62,0 | 1.341,8 | 56,8 | 1.344,1 | 54,0 | 1.387,8 | 52,0  | 1.370,7 | 57,7  | 1.255,8 | 60,5  | 1.187,9 | 62,7  |
| Russen     | 168,3   | 8,8   | 556,4   | 26,6 | 704,6   | 29,8 | 821,5   | 32,8 | 905,5   | 34,0  | 703,2   | 29,6  | 556,4   | 26,8  | 463,6   | 24,5  |
| Juden      | 93,4    | 4,9   | 36,6    | 1,7  | 36,7    | 1,6  | 28,3    | 1,1  | 22,9    | 0,9   | 10,3    | 0,4   | 6,5     | 0,3   | 4,4     | 0,2   |
| Deutsche   | 62,1    | 3,3   | 1,6     | 0,1  | 5,4     | 0,2  | 3,3     | 0,1  | 3,8     | 0,1   | 3,5     | 0,1   | 3,1     | 0,2   | 2,4     | 0,1   |
| Polen      | 48,6    | 2,6   | 59,8    | 2,9  | 63,0    | 2,7  | 62,7    | 2,5  | 60,4    | 2,3   | 59,5    | 2,5   | 47,2    | 2,3   | 37,2    | 2,0   |
| Belarussen | 26,8    | 1,4   | 61,6    | 2,9  | 94,7    | 4,0  | 111,5   | 4,5  | 119,7   | 4,5   | 97,1    | 4,0   | 73,8    | 3,6   | 58,6    | 3,1   |
| Litauer    | 22,8    | 1,2   | 32,4    | 1,5  | 40,6    | 1,7  | 37,8    | 1,5  | 34,6    | 1,3   | 33,4    | 1,4   | 26,9    | 1,3   | 21,5    | 1,1   |
| Esten      | 6,9     | 0,4   | 4,6     | 0,2  | 4,3     | 0,2  | 3,7     | 0,1  | 3,3     | 0,1   | 2,6     | 0,1   | 2,1     | 0,1   | 1,6     | 0,1   |
| Roma       | 3,8     | 0,2   | 4,3     | 0,2  | 5,4     | 0,2  | 6,1     | 0,2  | 7,0     | 0,3   | 8,2     | 0,3   | 6,6     | 0,3   | 4,8     | 0,3   |
| Ukrainer   | 1,8     | 0,1   | 29,4    | 1,4  | 53,5    | 2,3  | 66,7    | 2,7  | 92,1    | 3,4   | 63,6    | 2,7   | 49,1    | 2,4   | 42,3    | 2,2   |
| Andere     | 4,2     | 0,2   | 1,8     | 0,1  | 2,7     | 0,1  | 3,8     | 0,2  | 29,4    | 1,0   | 25,0    | 1,1   | 47,0    | 2,3   | 68,9    | 3,6   |
| Gesamt     | 1.905,9 | 100   | 2.086,4 | 100  | 2.352,7 | 100  | 2.489,5 | 100  | 2.666,6 | 100   | 2.377,4 | 100   | 2.074,6 | 100   | 1.893,2 | 100   |

* Ergebnis der Volkszählung des entsprechenden Jahres
| Ethnie     | Anzahl  |
| ---------- | ------- |
| Russen     | 111.593 |
| Belarussen | 24.131  |
| Ukrainer   | 16.687  |
| Polen      | 6.137   |
| Litauer    | 3.896   |
| Sonstige   | 6.832   |
| Insgesamt  | 169.276 |

Russen stellten bereits 1897 einen Bevölkerungsanteil von etwa 8 % (153.000 Personen).
Bei Angehörigen der russischen Minderheit handelt es sich zum überwiegenden Teil um Nachfahren jener Sowjetbürger, die unter Josef Stalin im großen Stil aus anderen Teilen der Sowjetunion in Lettland angesiedelt wurden. Zugleich ließ Stalin zehntausende Bewohner der Baltenrepublik in sibirische Lager deportieren. Zwischen 1940 und 1990 veränderte sich die ethnische Zusammensetzung der Bevölkerung wegen dieser ethnischen Deportationen in der UdSSR zu Ungunsten der Letten, deren Bevölkerungsanteil von 77 % im Jahr 1935 auf 52 % im Jahr 1989 fiel. Gleichzeitig stieg der Anteil der Russen auf 34 %. Die russische Sprache hatte in dieser Zeit in Lettland eine dominierende Stellung. Die sowjetische Zentralmacht förderte die ethnische und kulturelle Russifizierung Lettlands. Nach der Wiedererlangung der Unabhängigkeit wurde die russische Sprache ihrer offiziellen Funktionen enthoben und Lettisch die alleinige Amtssprache. Dies stellte für die russische und weitere Minderheiten ein Problem dar, da sie es in sowjetischer Zeit mehrheitlich abgelehnt oder versäumt hatten, die Sprache der lettischen Bevölkerungsmehrheit zu erlernen. Auch heute ist die Integration der russischsprachigen Minderheit in den lettischen Staat noch eine innenpolitische Herausforderung.
Ein Großteil der Menschen mit russischer Staatsangehörigkeit in Lettland hatte nie in Russland gelebt. Viele haben – ab der Jahrtausendwende vom Kreml heftig umworben – die russische Staatsbürgerschaft angenommen, weil ihnen damit bereits im Alter von 55 Jahren eine zusätzliche Rente zustand. Andere votierten für Russland, weil sie endlich wieder Bürger zumindest irgendeines Staats werden wollten.
Nach der Wiederherstellung der Unabhängigkeit 1991 erhielten nur diejenigen Einwohner die lettische Staatsbürgerschaft, die entweder 1940 (vor der sowjetischen Besetzung Lettlands) schon lettische Staatsbürger gewesen waren oder direkte Nachkommen solcher Personen sind, sowie diejenigen, die die lettische Staatsbürgerschaft beantragten und die Voraussetzungen dafür erfüllten. Fast allen, die in der Zeit zwischen der sowjetischen Besetzung Lettlands 1940 und 1991 zugewandert waren (1995 etwa 30 % der Bevölkerung), wurde 1995 der Nichtbürgerstatus zuerkannt. Am 1. Januar 2024 lag der Anteil der Nichtbürger bei 9,0 % der Bevölkerung. Die Nichtbürger Lettlands sind de facto keine Staatenlosen. Der lettische Staat garantiert seinen Nichtbürgern weitaus umfangreichere Rechte als Staatenlosen nach dem Staatenlosenübereinkommen vom 28. September 1954. Bis auf einige Einschränkungen genießen die Nichtbürger die gleichen Rechte wie die Staatsbürger. Sie erhalten einen Pass, der ihnen uneingeschränktes Aufenthalts- und Arbeitsrecht in Lettland garantiert, sie können sich 90 Tage ohne Visum in anderen EU-Staaten aufhalten. Im Unterschied zu den Staatsbürgern können Nichtbürger visumfrei nach Russland einreisen. Nichtbürger genießen staatlichen und konsularischen Schutz im In- und Ausland. Neben den Staatsbürgern sind sie die einzige Einwohnerkategorie, die in Lettland ex lege Aufenthaltsrecht besitzt. Auch in der Sozialgesetzgebung sind sie Staatsbürgern gleichgestellt. Die Nichtbürger dürfen einige für die Staatssicherheit relevante Berufe nicht ausüben, können nicht Staatsbeamte werden und sind vom aktiven und passiven Wahlrecht ausgeschlossen.
Das für die Nichtbürger seit dem 1. Februar 1995 gültige Einbürgerungsverfahren („Naturalisierung“) besteht aus einem Sprachtest sowie einer Prüfung in lettischer Geschichte und Verfassungskunde. Somit müssen diejenigen, die die Einbürgerung beantragen, die Landessprache beherrschen, sowie über Grundkenntnisse der Kultur und Geschichte des Landes verfügen.
Teils aus Desinteresse (35 %), teils wegen des fortgeschrittenen Alters (24,9 %) oder der als zu anspruchsvoll empfundenen Prüfungen (11,4 %), teils aus Widerwillen und Opposition gegen den Inhalt des Examens (4,5 %) haben sich einige Angehörige der russischsprachigen Bevölkerungsgruppen (neben Russen auch Belarussen) nicht einbürgern lassen.
Ab dem Schuljahr 2004/05 wurde an den staatlich finanzierten lettischen Schulen mit russischer Unterrichtssprache der Anteil des lettischsprachigen Unterrichts in der Oberstufe von 54 % auf 60 % angehoben. Das Ziel der Anhebung des Lettischanteils war es unter anderem, den russischsprachigen Jugendlichen eine weiterführende Ausbildung an den lettischsprachigen Hochschulen des Landes zu erleichtern.
Mahnungen seitens des Europäischen Gerichtshofes für Menschenrechte haben in den 2000er Jahren zu verstärkten Bemühungen seitens des Staates geführt, die Einbürgerungsraten zu erhöhen. Durch den EU-Beitritt ist die Attraktivität des lettischen Passes aufgrund der damit einhergehenden Niederlassungsfreiheit für die im Land lebenden Russischsprachigen gestiegen. Bis zum Jahr 2020 wurden 147.259 Einwohner Lettlands eingebürgert (Stand: 31. Januar 2020). Erschwerend für die Einbürgerung ist, dass Nichtbürger im Gegensatz zu Bürgern keine Visa für die Einreise nach Russland brauchen und auch innerhalb der EU den lettischen Bürgern gleichgestellt sind.
Ein weiterer Streitpunkt ist das Geschichtsverständnis vieler Russischsprachiger, die den Zweiten Weltkrieg in sowjetischer Tradition als den sogenannten Großen Vaterländischen Krieg verstehen. In dieser Sichtweise werden der Hitler-Stalin-Pakt, die sowjetische Besetzungen von 1940 und von 1944/1945, sowie die sowjetischen Verbrechen, darunter die Deportationen im Juni 1941 und im März 1949, ausgeblendet. Unterschiedliche Auffassungen bestehen auch in der Bewertung der Zeit der deutschen Besatzung. Für Kontroversen sorgt der regelmäßig stattfindende Marsch der Legionäre, bei dem der Veteranen der lettischen SS-Verbände gedacht wird. Sie werden von Teilen der lettischen Bevölkerung als Befreier von der sowjetischen Besatzung angesehen. Dagegen protestieren die russischsprachige und die jüdische Minderheit des Landes.
Nach Beginn des russischen Überfalls auf die Ukraine im Jahr 2022 begann die lettische Regierung Nichtbürger mit Militärvergangenheit nach Russland abzuschieben. Der Hälfte der insgesamt ca. 50.000 russischen Staatsbürger in Lettland wurde mitgeteilt, dass ihre Aufenthaltsbewilligungen nur verlängert würden, wenn sie in einem Test Alltagskenntnisse der lettischen Sprache nachweisen und Loyalität zu den Grundwerten Lettlands beteuern würden. Berichtet wurde über ältere Menschen, deren Aufenthaltserlaubnisse entzogen wurden, weil sie die lettische Sprache nicht ausreichend gut beherrschten und die dann Suizid begingen.

### Sprachen

#### Sprachliche Vielfalt
Lettisch, eine ostbaltische Sprache innerhalb der indogermanischen Sprachfamilie, ist die Muttersprache von etwa zwei Dritteln der Bevölkerung. Sie ist die verfassungsmäßig verankerte Amtssprache in Lettland und eine der vierundzwanzig Amtssprachen der EU. An zweiter Stelle steht Russisch, das 37 % der Einwohner als Muttersprache sprechen. Im Jahr 1935 waren nur 8,8 % der Einwohner Lettlands russischstämmig. Eine weitere baltische Minderheitensprache von Bedeutung ist das moderne Lettgallische in den östlichen Landesteilen. Es entstand durch die politische Trennung Lettgallens vom Rest Lettlands; es wird manchmal als Varietät des Lettischen und nicht als eigenständige Sprache betrachtet. 2013 ist das Livische ausgestorben.
Der hohe Anteil russischsprachiger Einwohner Lettlands beruht vor allem auf der zu Zeiten der zweiten sowjetischen Okkupation (1944/1945–1990/1991) von der Regierung der UdSSR gesteuerten Einwanderung (siehe Tabelle oben und Abschnitt Minderheiten und Nichtbürger). In dieser Zeit wurde Russisch neben dem Lettischen zur Amtssprache erklärt, weshalb es von einigen Letten immer noch als „Besatzersprache“ empfunden wird. In der Hauptstadt Riga, wo seit den Sowjetzeiten etwa jeder zweite Einwohner russischstämmig bzw. -sprachig ist (1930 nur 7,86 %, siehe Riga, Abschnitt Sprachen), wird laut der lettischen Statistikbehörde im Alltag sowohl Lettisch als auch Russisch gesprochen. In Daugavpils, der zweitgrößten Stadt, liegt der Anteil der Letten bei unter 20 %.

#### Sprachpolitik in der Gegenwart
Die Amtssprache Lettlands ist Lettisch. Neben den staatlichen lettischen Schulen unterhält Lettland auch Schulen in sieben Minderheitensprachen und setzt somit die Tradition der vielsprachigen Bildungspolitik der Vorkriegszeit fort. Die größte Minderheitensprache ist Russisch. Nach dem Zusammenbruch der Sowjetunion verlor es seinen Status und die Russischsprachigen ihre Vorrechte. Alle Eingaben an Behörden müssen in notariell beglaubigter lettischer Übersetzung vorgelegt werden. Ausgenommen sind medizinische Notrufe und Anrufe bei Polizei, Feuerwehr u. ä. Lettland ist nicht Vertragspartei der Europäischen Charta der Regional- oder Minderheitensprachen.
Der Verlust des offiziellen Status für die russische Sprache in Lettland hat seit der Wiedererlangung der Unabhängigkeit vereinzelt zu sozialen Spannungen und Protesten geführt. Dem Bestreben des Staates, die lettische Sprache im öffentlichen Raum als Hauptsprache zu etablieren, widersetzen sich viele russischsprachige Einwohner, teilweise indem sie sich weigern, Lettisch zu lernen oder es zu gebrauchen. Jedoch kann die Integrationspolitik auch deutliche Erfolge verzeichnen, zum Beispiel bei der Kenntnis der lettischen Sprache seitens der Russischsprachigen. Während 1996 noch 22 % der Nicht-Letten die lettische Sprache überhaupt nicht verstanden, gaben dies 2008 nur 7 Prozent an. Im selben Jahr besaßen 57 % der Nicht-Muttersprachler gute Kenntnisse der lettischen Sprache (1996: 36 %). Die bedeutendsten Veränderungen erfolgten bei der jüngeren Generation. Von den Personen zwischen 15 und 34 Jahren geben 73 % gute lettische Sprachkenntnisse an.
In staatlichen russischsprachigen Schulen wird der Unterricht in Klasse 10 bis 12 in sprachrelevanten Fächern zu mindestens 60 % auf Lettisch abgehalten. Dies wird von manchen Russischsprachigen als Diskriminierung angesehen. Nach mehrfachen Protesten und Forderungen, das Russische als zweite Amtssprache anzuerkennen, beschloss die Saeima, einen Volksentscheid durchzuführen. Am 18. Februar 2012 lehnten 74,8 % der Bevölkerung per Volksentscheid das Russische als zweite Amtssprache ab. Die Nichtbürger, die damals etwa 12 % der Bevölkerung stellten, waren nicht stimmberechtigt.
Das umstrittene Referendum wurde vom pro-russischen Aktivisten Wladimir Linderman durch eine Unterschriftensammelaktion initiiert. Daher stieß das öffentliche Bekenntnis des langjährigen Rigaer Bürgermeisters Nils Ušakovs, der für Russisch als zweite Amtssprache eingetreten war, auf Unverständnis seitens der etablierten Regierungsparteien und von größeren Teilen der Bevölkerung. Am 2. April 2018 unterzeichnete Präsident Raimonds Vējonis die zuvor von der Saeima beschlossenen Gesetze, die die graduelle Einführung des Lettischen als alleinige Unterrichtssprache bis zu den Jahren 2021/2022 in allen Sekundarschulen Lettlands vorsahen. Russland drohte daraufhin Sanktionen gegen Lettland an.

### Religion
In Lettland sind 36,2 % der Einwohner evangelisch-lutherisch, 19,5 % römisch-katholisch, 19,1 % orthodox, 1,6 % andere Christen und 0,1 % Angehörige anderer Religionen (Stand 2017).
Seit der Reformation war die wichtigste Konfession im westlichen und im zentralen Teil Lettlands die lutherische. Der Evangelisch-Lutherischen Kirche Lettlands gehören rund 700.000 Letten an (Stand 2021). Von ihnen bekennt sich nur eine Minderheit in dem Sinne zu ihrer Kirche, dass sie sich konfirmieren lässt, kirchliche Abgaben leistet und am Abendmahl teilnimmt. Sie wird von Erzbischof Jānis Vanags geleitet. Die lutherische Kirche Lettlands lehnt, wie auch die römisch-katholische Kirche, sowohl Homosexualität als auch Frauenordination ab.
Das im Osten Lettlands gelegene Lettgallen ist mehrheitlich römisch-katholisch, da es historisch mit Litauen und Polen verbunden ist. Eine katholische Minderheit im Westen des Landes sind die Suiti. Beide Kirchen spielten eine wichtige Rolle in der „Singenden Revolution“ und gewannen in dieser Zeit viele neue Mitglieder. Der katholischen Kirche in Lettland gehörten 2015 rund 423.000 Bewohner Lettlands an. Erzbischof von Riga ist seit 2010 Zbignevs Stankevics; Vorsitzender der Bischofskonferenz ist Bischof Jānis Bulis von Rezekne-Aglona. In seinem Bistum liegt der bedeutendste und meistbesuchte Wallfahrtsort Lettlands, die Basilika Mariä Himmelfahrt in Aglona.
Der russischstämmige Bevölkerungsteil bekennt sich zur russisch-orthodoxen Kirche. Es handelt sich um bis zu 400.000 Menschen.
In neun lettischen Städten existieren jüdische Synagogengemeinden. Die Anzahl der jüdischen Bevölkerung beträgt etwa 9000. Vor dem Holocaust spielte die jüdische Religion und Kultur im Gebiet Lettlands eine wichtige Rolle.
Rund 8000 Letten bekennen sich zur Dievturība-Bewegung, die an das vorchristliche Heidentum anknüpft.
Außerdem gibt es noch bis zu 6000 Anhänger des Islam in Lettland, von denen sich jedoch nur ein kleiner Teil tatsächlich als religiös bekennt. Die meisten von ihnen sind Tataren (~2600) und Aserbaidschaner (~1900), hinzu kommen rund 1000 weitere ethnische Muslime aus ehemaligen Teilrepubliken der UdSSR sowie einige muslimische Immigranten.
Eine repräsentative Umfrage im Auftrag der Europäischen Kommission im Rahmen des Eurobarometers ergab 2020, dass für 32 Prozent der Menschen in Lettland Religion wichtig ist, für 29 Prozent ist sie weder wichtig noch unwichtig und für 39 Prozent ist sie unwichtig.

### Gesundheit
Die Gesundheitsausgaben des Landes betrugen im Jahr 2021 9,0 % des Bruttoinlandsprodukts. Im Jahr 2020 praktizierten in Lettland 33,5 Ärztinnen und Ärzte je 10.000 Einwohner. Die Sterblichkeit bei unter 5-Jährigen betrug 2022 3,2 pro 1000 Lebendgeburten. Die Lebenserwartung der Einwohner Lettlands ab der Geburt lag 2022 bei 74,6 Jahren (Frauen: 79,6, Männer: 69,8). Die Lebenserwartung stieg von 70,3 Jahren im Jahr 2000 bis 2022 um 6 %.

## Geschichte

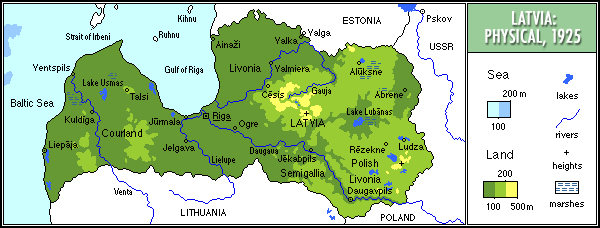
Lettland 1920–1940

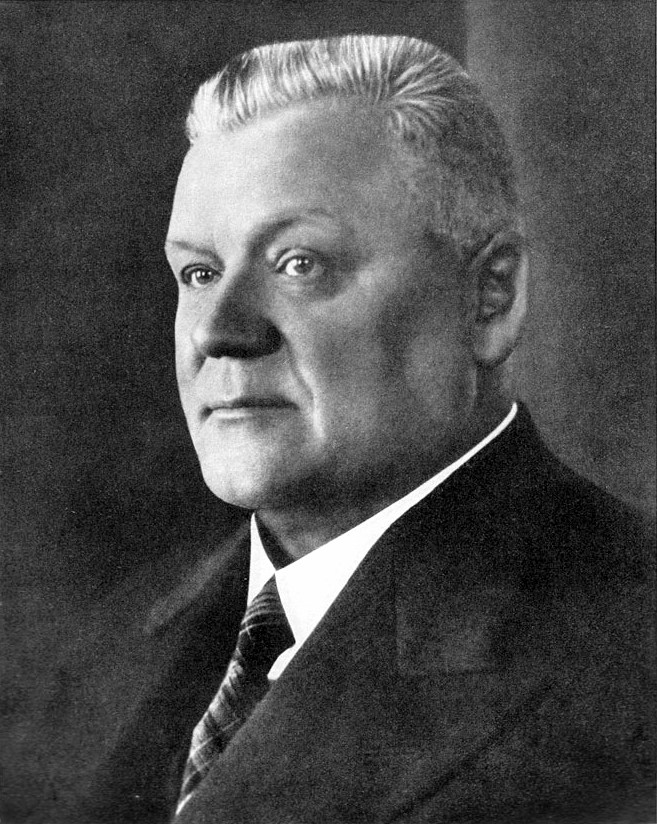
Kārlis Ulmanis

Im 2. Jahrtausend v. Chr. besiedelten die ersten indoeuropäischen Stämme, Vorfahren der späteren Letten und Litauer, das Gebiet Lettlands. Sie verdrängten oder assimilierten die dort lebenden finnougrischen Stämme. In antiken Schriften werden die Balten als Aisti oder Aesti bezeichnet.
Die Siedlungsgebiete der Balten und Liven im frühen Mittelalter waren in zahlreiche kleine Fürstentümer zersplittert. Ab 1202 wurden die lettischen Kleinfürstentümer vom Schwertbrüderorden erobert, der 1237 im Deutschen Orden aufging. Gleichzeitig begann die Einwanderung von Deutschen. Die deutsche Oberschicht stellte jahrhundertelang das Stadtbürgertum und die Großgrundbesitzer. Im Zuge der Reformation wurde Lettland lutherisch. Unter dem Druck der umliegenden Mächte kam das Gebiet der Livländischen Konföderation im 16. Jahrhundert in Abhängigkeit von Polen-Litauen, weshalb Teile Lettlands heute katholisch sind. Bis ins 18. Jahrhundert war das Baltikum zwischen Russland, Schweden und Polen umkämpft. Durch die zahlreichen Kriege und Epidemien in deren Gefolge sanken die Bevölkerungszahlen erheblich. In Folge der Dritten Teilung Polens wurde das Gebiet Lettlands 1795 an das Russische Kaiserreich angegliedert. Während die Deutsch-Balten ihre Privilegien und ihre kulturelle Prägekraft bewahren konnten, hatte sich unter Assimilierung der livischen Volkschaften eine weitgehend homogene lettische Bevölkerungsschicht herausgebildet.

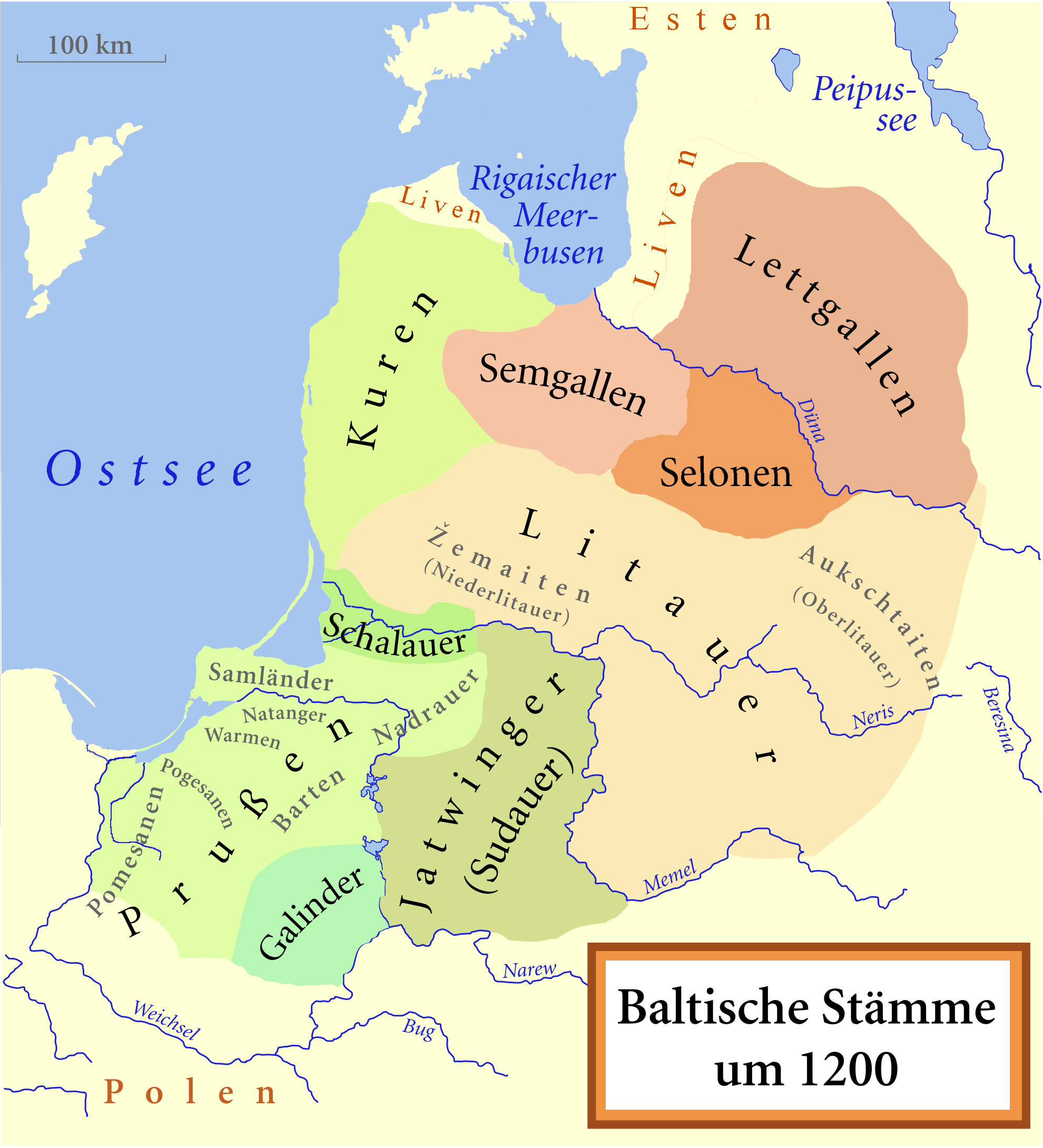
Baltische Stämme im 12. Jahrhundert
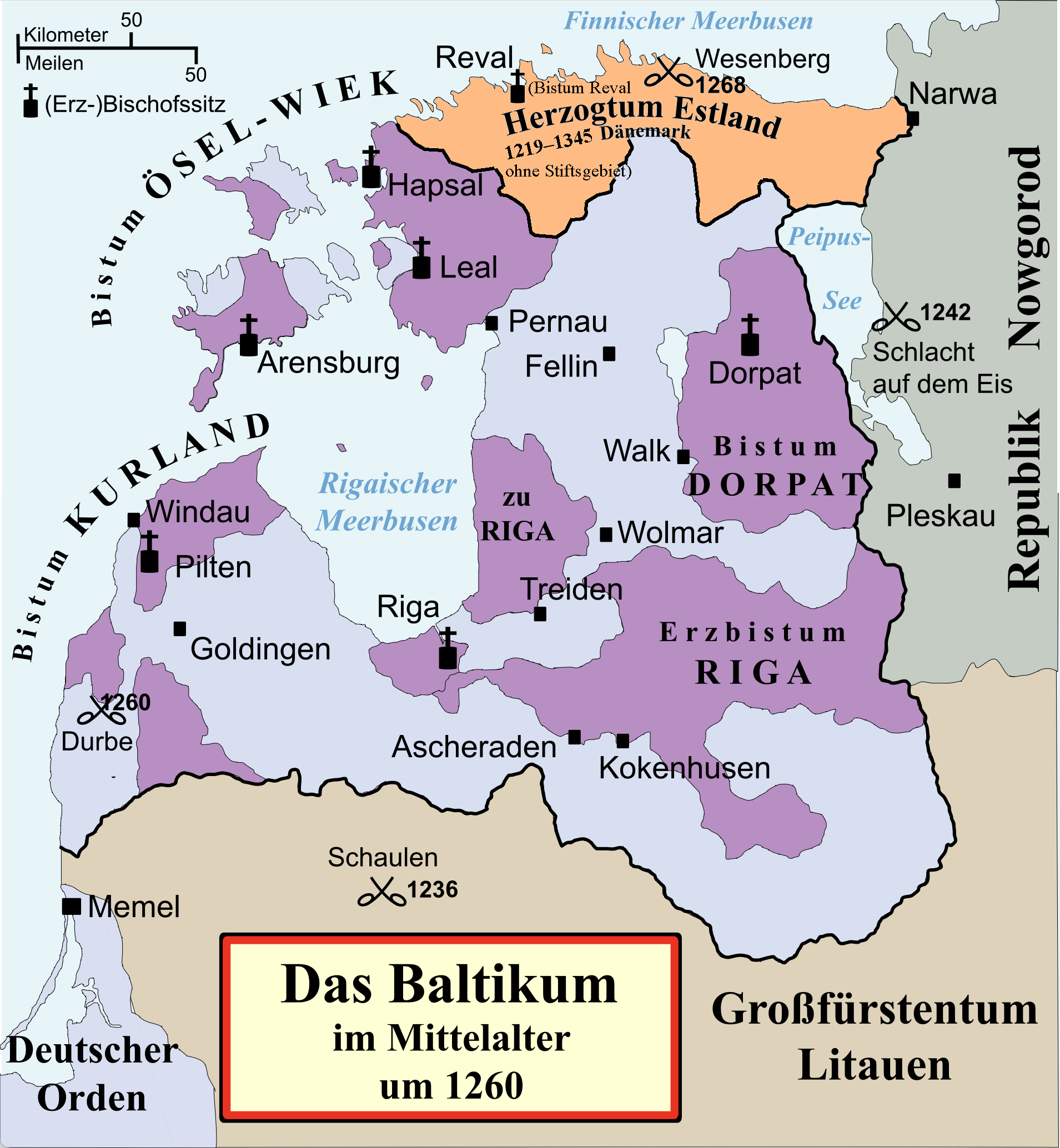
Livländische Konföderation
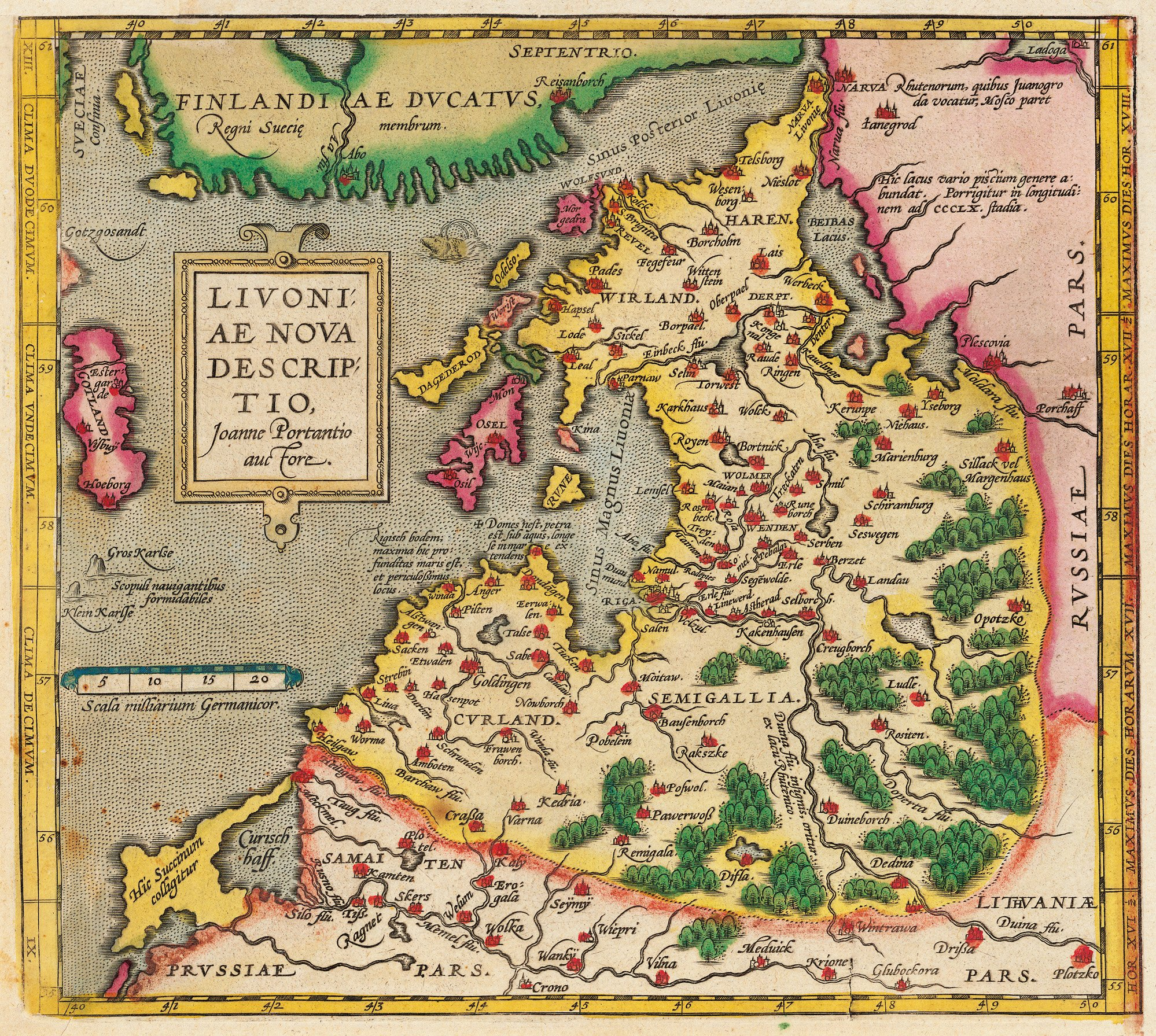
Alte Karte Livlands Joannes Portantius, 1573

### Erste Unabhängigkeit
Im 19. Jahrhundert und insbesondere Anfang des 20. Jahrhunderts begannen mit den Jungletten und der Neuen Strömung Unabhängigkeitsbestrebungen unter den Letten. Nach dem Ersten Weltkrieg erklärte Lettland am 18. November 1918 die Unabhängigkeit und konnte diese im Lettischen Unabhängigkeitskrieg durchsetzen.
In den 1920er Jahren erlebte Lettland eine wirtschaftliche und kulturelle Blüte. Allein im Jahre 1922 wurden 300 kommunale Bibliotheken eröffnet. Bei der Anzahl der veröffentlichten Bücher (bezogen auf die Einwohnerzahl) stand Lettland – nach Island – in Europa an zweiter Stelle.
Beginnend mit 1920 eröffnete der lettische Staat diplomatische Vertretungen in vielen europäischen Ländern, wie auch in China und den Vereinigten Staaten. Am 7. November 1922 trat die noch heute gültige Verfassung der Republik Lettland in Kraft. Lettland trat auch dem Völkerbund bei. Die Minderheitsgesetzgebung war für die damalige Zeit sehr tolerant; der Staat unterhielt Schulen in sieben Minderheitensprachen.
Nach dem Staatsstreich am 15. Mai 1934 setzte Kārlis Ulmanis die Verfassung teilweise außer Kraft. Er regierte den Staat autoritär.

### Zweiter Weltkrieg
Im geheimen Zusatzprotokoll zum Hitler-Stalin-Pakt einigten sich Deutschland und die Sowjetunion im August 1939 darauf, dass Lettland unter sowjetische Herrschaft kommen sollte. Im Oktober 1939 musste Lettland der sowjetischen Armee die Errichtung von Stützpunkten gestatten, und im Juli 1940 begann die sowjetische Besetzung des Landes. Die meisten westlichen Staaten erkannten Lettland zwar de jure nicht als Teil der Sowjetunion an, der überwiegende Teil davon aber de facto. Lettland wurde administrativ an die sowjetischen Verwaltungsstrukturen angepasst, die zivile und militärische Führung abgesetzt, die Industrie verstaatlicht und der Großgrundbesitz und das großbäuerliche Landeigentum für künftige Genossenschaften parzelliert. Die aus der Zarenzeit stammenden diskriminierenden Vorschriften gegen die jüdische Minderheit, die einen Bevölkerungsanteil von 5 % hatte, wurden aufgehoben.
Seit Mai und verstärkt im Juni 1941 traf die sowjetische Regierung verspätet einige Präventivmaßnahmen für den Fall einer deutschen militärischen Aggression im Grenzraum zum deutschen Herrschaftsbereich, dem Baltischen Besonderen Militärbezirk, zumal sich in Erwartung einer solchen Möglichkeit bereits bewaffnete NS-freundliche Gruppen gegen die lettische Regierung formierten, etwa unter dem „fanatischen Antisemiten“ Viktor Arajs. Zu diesen Maßnahmen gehörte die Verlegung von Teilen der baltischen Bevölkerung, die als gegnerische Problemgruppen betrachtet wurden, in den sibirischen Osten der UdSSR. In Lettland kam es am 14. Juni 1941 zur Deportation von 19.000 Letten, von denen etwa 5.000 dem jüdischen Bevölkerungsteil angehörten, das aber „interessierte niemanden“.
Mit dem deutschen Überfall auf die Sowjetunion am 22. Juni 1941 begann zur Jahresmitte 1941 die deutsche Besetzung Lettlands im Zweiten Weltkrieg als Teil des Reichskommissariats Ostland unter Reichskommissar Hinrich Lohse. Es kam nun auch in Lettland zu zahlreichen Massenverbrechen an Juden, Roma, als „Kommunisten“ Betrachteten, Angehörigen der feindlichen „Banden“, Gefängnisinsassen und Geisteskranken. Nachdem 15.000 Juden vor der NS-Herrschaft in die unbesetzte Sowjetunion hatten fliehen können, verblieben in Lettland zum Zeitpunkt des Einmarschs noch 70.000, von denen bis Ende 1941 mehr als 90 Prozent ermordet wurden und mit dem Ende der Besatzung nurmehr noch 3.000 lebten. Hinzu kamen 20.000 Juden, die aus dem Deutschen Reich und den besetzten Gebieten nach Lettland deportiert worden waren, von denen etwa 1.000 überlebten. 1935 hatte die Volkszählung nicht ganz 4.000 Roma in Lettland ergeben, die nahezu vollständig den Morden zum Opfer fielen.
Etwa 80.000 Letten gehörten während des Zweiten Weltkrieges der lettischen SS-Legion an, weitere 30.000 wurden in der lettischen Polizei eingesetzt. Beide Gruppen waren an den zahlreichen Verbrechen gegen die Menschlichkeit beteiligt. Eine Hauptrolle bei der „Endlösung der Judenfrage“ spielte das von Viktor Arajs geführte 400-köpfige Mord-Kommando, dem etwa 30.000 jüdische Letten zum Opfer fielen.
Im Herbst 1944 wurde Lettland von der Roten Armee erobert und erneut als Lettische SSR der Sowjetunion angegliedert.

### Lettische Sowjetrepublik
In den Jahrzehnten der Zugehörigkeit Lettlands zur UdSSR wurde der lettische Beitrag vor allem der Partisanen zur Befreiung zwar hervorgehoben, aber zugleich „die entscheidende Rolle“ der Roten Armee betont. In den Schriften der in den Westen Exilierten publizierte man zum Thema „Rechtfertigungen der Kollaboration“ und „Propagandamaterial der Nationalsozialisten“, so auch zum angeblich „jüdisch-kommunistischen Verbrechen“ am „lettischen Volk“. Einzelstücke dieser NS-Propaganda tauchten nach dem Systemwechsel wieder auf. Nun wurde die Ablehnung des Kommunismus als „politisch und ethnisch fremd“ zum Hauptmotiv der lettischen offiziellen Geschichtserzählung, was die Abwertung des lettischen Partisanenwiderstands gegen die NS-Besatzung miteinschloss. Die antinazistischen Partisanen galten nunmehr oft als „Banditen“.

### Wiederherstellung der Unabhängigkeit
Am 4. Mai 1990 beschloss der Oberste Rat der LSSR die „Wiederherstellung der Unabhängigkeit“. Der Parlamentsbeschluss konnte jedoch erst nach dem Scheitern des Putsches gegen Gorbatschow am 21. August 1991 de facto wirksam werden, der nun auch staatsrechtlich den Zerfall der Sowjetunion einleitete. 2004 wurde die Republik Lettland Mitglied der Europäischen Union und trat der NATO bei.
Am 1. Januar 2014 führte Lettland als zweiter der baltischen Staaten den Euro ein. Zuvor war von 1922 bis 1940 und von 1993 bis 2013 der Lats das offizielle Zahlungsmittel in Lettland. Am 1. Juli 2016 erfolgte der Beitritt zur Organisation für wirtschaftliche Zusammenarbeit und Entwicklung.
Nach Beginn des russischen Überfalls auf die Ukraine im Jahr 2022 begann die lettische Regierung, russische Einflüsse zu entfernen. So wurde Russisch aus dem Lehrprogramm der 1., 4. und 7. Klassenstufe entfernt und das sowjetische Siegesdenkmal in Riga abgerissen.

## Politik

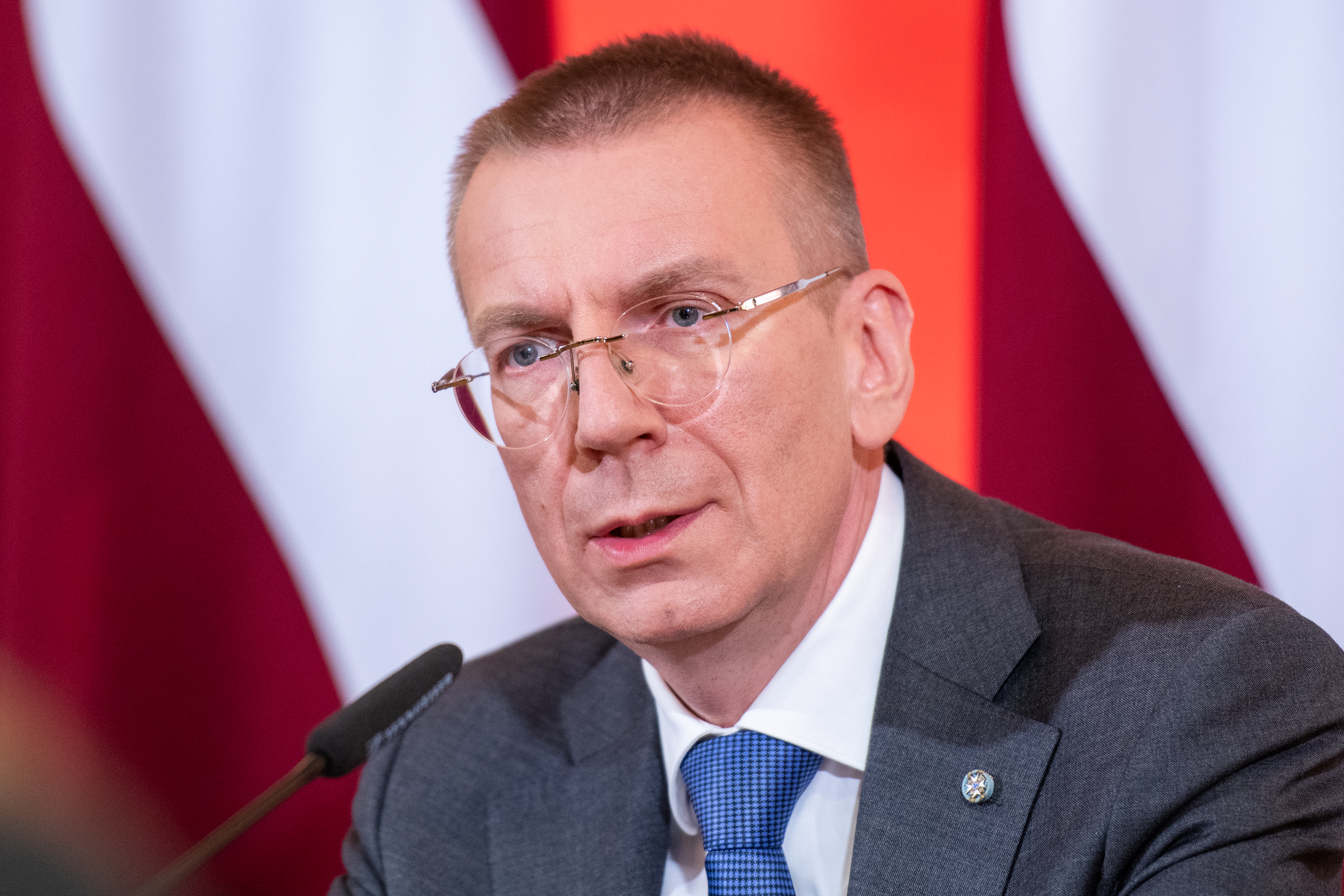
Staatspräsident ist seit 2023 Edgars Rinkēvičs

### Verfassung
Die Verfassung Lettlands (Satversme) stellt das Grundgesetz der unabhängigen demokratischen Republik Lettland dar. In Lettland gilt die modernisierte Verfassung vom 15. Februar 1922, die zwischenzeitlich, erst von der autoritären Regierung Kārlis Ulmanis 1936 teilweise, dann durch die sowjetische Okkupation 1940 de facto vollständig außer Kraft gesetzt wurde. Nach der Wiedererlangung der Unabhängigkeit am 4. Mai 1990 trat die Verfassung zunächst teilweise und mit dem 6. Juli 1993 vollständig wieder in Kraft. Seitdem wurde die Verfassung mehrfach ergänzt.
Die Verfassung Lettlands ist eine der ältesten noch geltenden Verfassungen Europas, sie ist das sechstälteste geltende republikanische Grundgesetz der Welt.
Lettland ist eine parlamentarische Demokratie. Der Präsident ernennt und entlässt die gewählte Regierung und vertritt Lettland gegenüber anderen Staaten. Er fungiert zugleich als Oberbefehlshaber der Streitkräfte und hat ein Gesetzesinitiativrecht, das sporadisch in Anspruch genommen wird. Er nimmt regelmäßig an Sitzungen des Kabinetts und des Parlaments (Saeima) teil.
Die Führung der Regierungsgeschäfte und die Leitung des Kabinetts obliegt dem Ministerpräsidenten, der von einer Mehrheit der 100 Abgeordneten gewählt werden muss.
Das Kabinett besteht aus 14 Ministerien, den Vorsitz führt der Ministerpräsident, außerdem gehören dem Kabinett die jeweiligen Staatssekretäre sowie die Fraktionsvorsitzenden der regierenden Parteien an, die jedoch über kein Stimmrecht verfügen. Die Regierung von Krišjānis Kariņš amtierte von Januar 2019 bis September 2023 und wurde von einer neuen Koalitionsregierung unter Führung von Evika Siliņa abgelöst.
Am 18. November 1918 wurde die Unabhängige Demokratische Republik Lettland vom Rat des Volkes ausgerufen. Der Rat des Volkes billigte das Gesetz über die Wahlen zur Konstituierenden Versammlung und das Gesetz über Bürgerrechte, die vorsahen, dass in allgemeiner, gleicher, direkter, geheimer Wahl eine Konstituierende Versammlung zu wählen sei. Bürgerinnen und Bürger über 21, die in Lettland wohnten, hatten das aktive und passive Wahlrecht. Damit war das Frauenwahlrecht auf nationaler Ebene eingeführt. Für Kommunalwahlen wurden analoge Regelungen verabschiedet. Wegen des Ersten Weltkrieges konnten die Wahlen zur Konstituierenden Versammlung erst am 17. und 18. April 1920 abgehalten werden. Damit wurde in Lettland das allgemeine aktive und passive Wahlrecht für Frauen und Männer gleichzeitig eingeführt. Unter sowjetischer Verwaltung durften Frauen ebenfalls wählen, und dieses Recht wurde bei der erneuten Unabhängigkeit 1990 bestätigt.

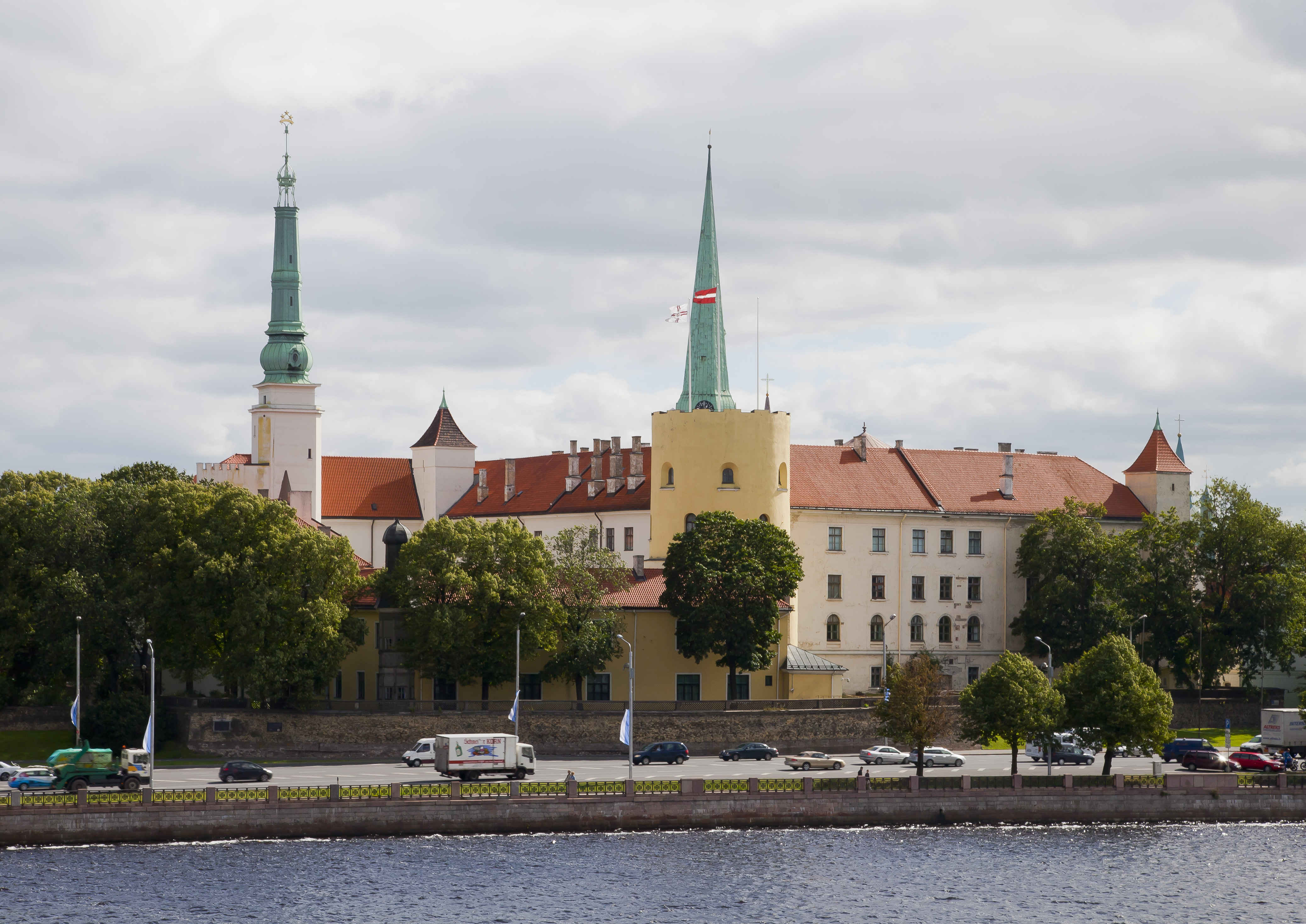
Schloss Riga, Präsidentensitz
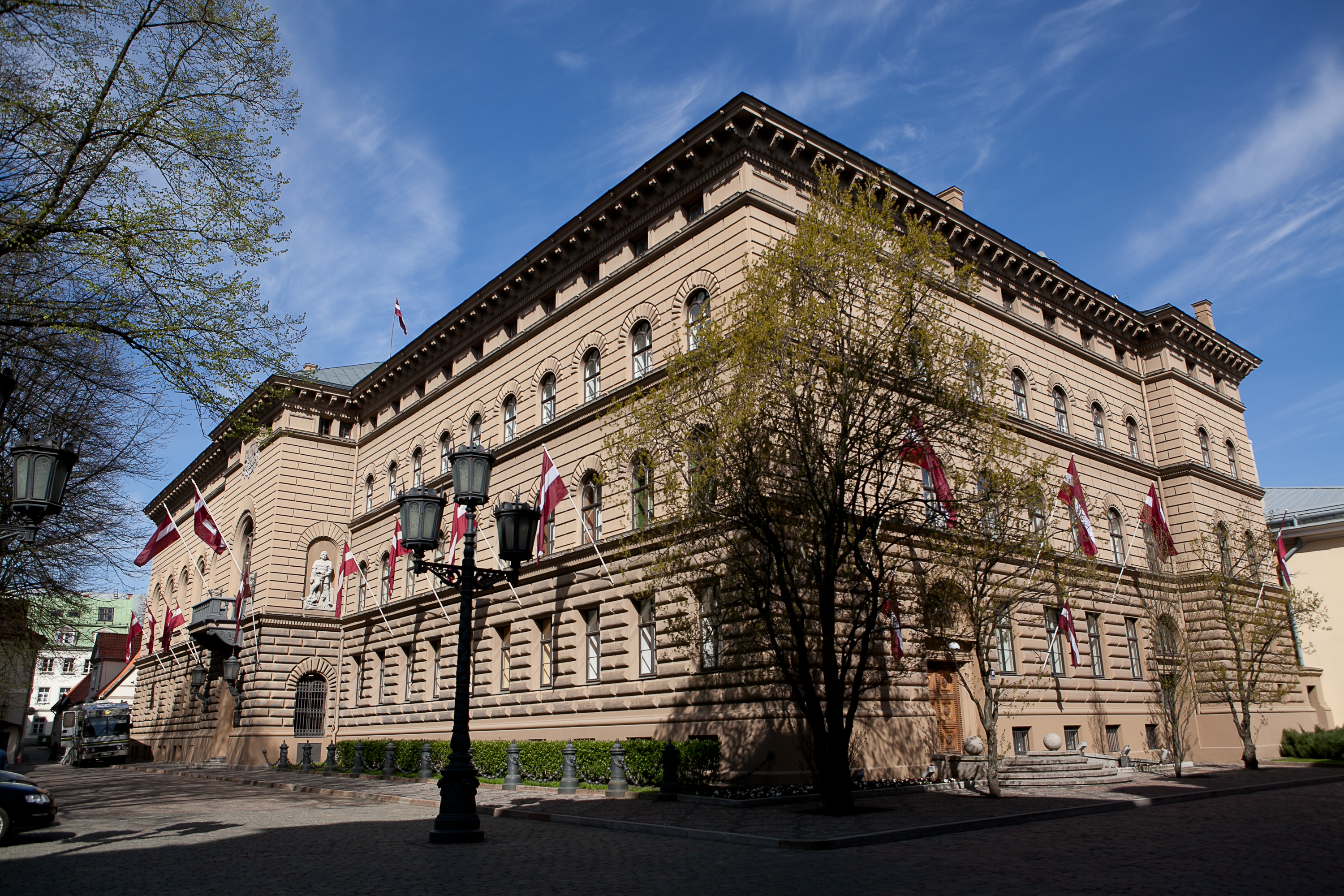
Ritterhaus, Parlamentssitz
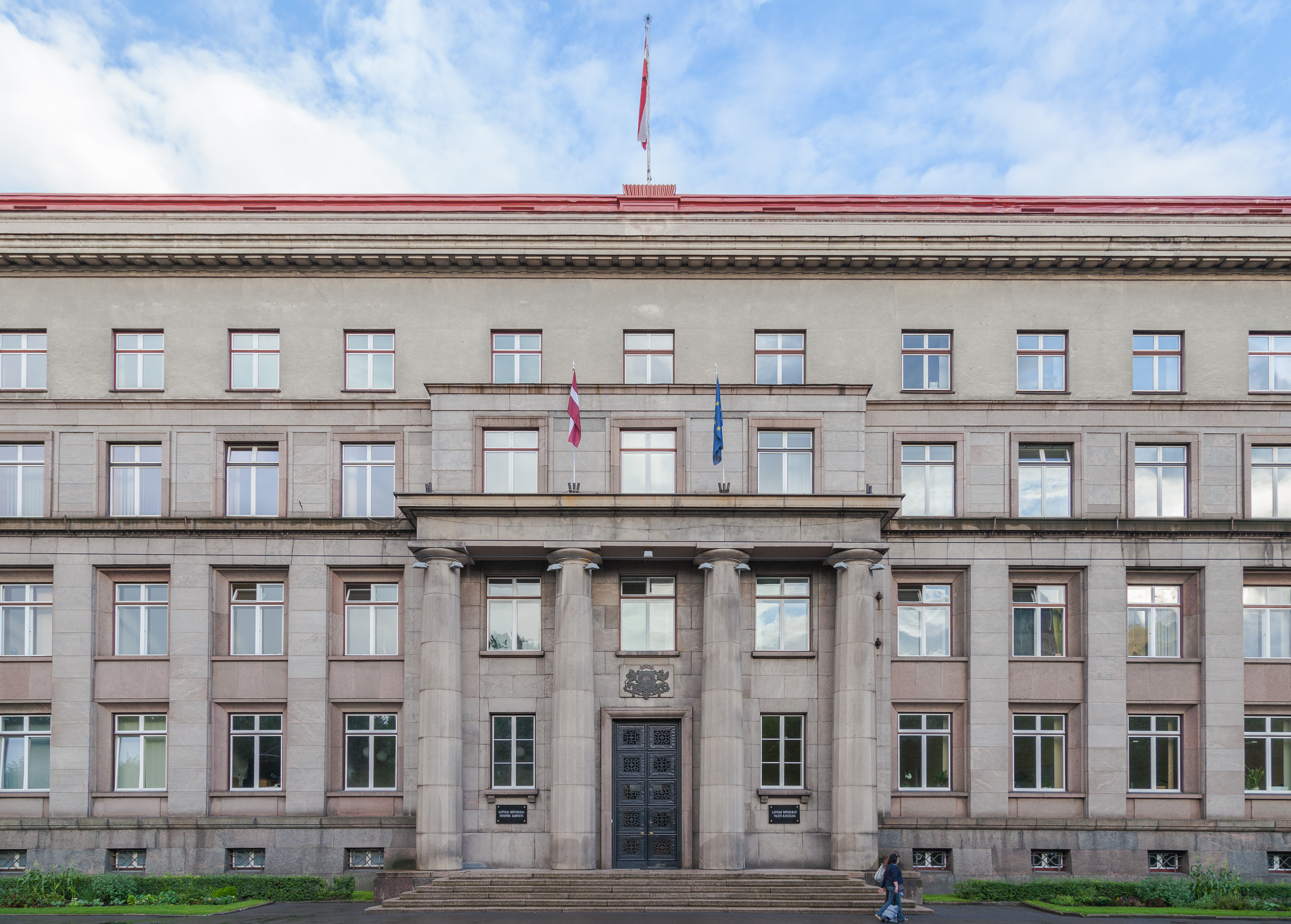
Regierungsgebäude, Regierungssitz

### Flagge
Die Flagge soll das weiße, blutgetränkte Leinentuch darstellen, in das ein lettgallischer Stammesfürst zur letzten Ruhe gebettet worden war. Die blutroten Streifen der Flagge symbolisieren seine im Todeskampf ausgestreckten Arme, der weiße Strich in der Mitte die Stelle, auf der der Leib des Stammesfürsten lag. Bereits im 13. Jahrhundert wird in der „Livländischen Reimchronik“ von dieser Flagge als Kriegsstandarte der lett- und semgallischen Stämme berichtet.

### Justiz
Als Gerichte entscheiden in Lettland
- 9 Bezirks-/Stadtgerichte (rajona/pilsētas tiesa) und das Bezirksverwaltungsgericht (administratīvā rajona tiesa)
- 5 Regionalgerichte (apgabaltiesa) und das Regionalverwaltungsgericht (administratīvā apgabaltiesa)
- das Oberste Gericht (Augstākā tiesa)
- sowie das Verfassungsgericht (Satversmes tiesa).[79]

### Politische Indizes
| Name des Index                     | Indexwert    | Weltweiter Rang | Interpretationshilfe | Jahr |
| ---------------------------------- | ------------ | --------------- | --- | ---- |
| Fragile States Index               | 41,4 von 120 | 145 von 179     | Stabilität des Landes: stabiler 0 = sehr nachhaltig / 120 = sehr alarmierend Rang: 1 = fragilstes Land / 179 = stabilstes Land | 2024 |
| Demokratieindex                    | 7,66 von 10  | 33 von 167      | Unvollständige Demokratie 0 = autoritäres Regime / 10 = vollständige Demokratie                                                | 2024 |
| Freedom in the World Index         | 88 von 100   | —               | Freiheitsstatus: frei 0 = unfrei / 100 = frei                                                                                  | 2024 |
| Rangliste der Pressefreiheit       | 82,9 von 100 | 12 von 180      | Zufriedenstellende Lage für die Pressefreiheit 100 = gute Lage / 0 = sehr ernste Lage                                          | 2024 |
| Korruptionswahrnehmungsindex (CPI) | 59 von 100   | 38 von 181      | 0 = sehr korrupt / 100 = sehr sauber                                                                                           | 2024 |

### Außenpolitik
Die Außenpolitik Lettlands ist westlich orientiert; die Beziehungen zu Russland sind eher angespannt. Nach dem russischen Überfall auf die Ukraine 2022 stellte sich die lettische Außenpolitik entschieden auf die Seite der Ukraine. Symbolisch erhielt die russische Botschaft in Riga eine neue Anschrift: Die Straße, an der das Gebäude liegt, wurde am 10. März 2022 in Ukrainas neatkarības iela (Straße der ukrainischen Unabhängigkeit) umbenannt.
Auf dem EU-Gipfel am 12./13. Dezember 2002 in Kopenhagen berieten und beschlossen die 15 Regierungschefs, zum 1. Mai 2004 Litauen und neun weitere Staaten in die Europäische Union aufzunehmen. In einem Referendum am 20. September 2003 stimmte die wahlberechtigte lettische Bevölkerung bei einer Wahlbeteiligung von 72,5 % diesem Vorhaben mit 67,0 % Ja-Stimmen zu. Im Zuge der NATO-Osterweiterung wurde Lettland im April 2004 Mitglied der NATO. Riga war Gastgeber des NATO-Gipfels 2006 und seitdem wurde die jährlich veranstaltete Riga Konferenz zu einem führenden Forum der Außen- und Sicherheitspolitik Nordeuropas. Die Lettischen Nationalen Streitkräfte (lettisch Nacionālie bruņotie spēki) sind das Militär der Republik Lettland. Laut Artikel 42 der Verfassung Lettlands ist der Staatspräsident ihr oberster Führer. Im Kriegsfalle ernennt er einen Oberbefehlshaber.
Lettland war von 1921 bis 1946 Mitglied des Völkerbundes. Heute ist es Mitglied der Vereinten Nationen, der Europäischen Union, des Europarates, der NATO, der OSZE (Organisation für Sicherheit und Zusammenarbeit in Europa), des Internationalen Währungsfonds und der Welthandelsorganisation und ist Teil des Schengen-Raums. Lettland ist auch ein Mitglied des Ostseerates und der Nordischen Investitionsbank. Seit den frühen 1990er Jahren ist Lettland an aktiv trilateraler Kooperation mit seinen baltischen Nachbarn, Estland und Litauen beteiligt und im Rahmen der Nordisch-Baltischen Kooperation mit den Nordischen Ländern. Im Rahmen der Nordic-Baltic Eight (NB-8) kooperieren die Regierungen von Dänemark, Estland, Finnland, Island, Lettland, Litauen, Norwegen und Schweden. Die Nordic-Baltic Six (NB-6) besteht aus allen nordischen und baltischen Ländern, die EU-Mitglied sind, und ist ein Forum zur Diskussion der die EU betreffenden Themen.
Lettland hat diplomatische Beziehungen zu 158 Staaten und unterhält Botschaften in 35 Ländern, 37 Länder unterhalten eine Botschaft in Riga. Lettland ist Gastgeber einer EU-Organisation, des Gremiums europäischer Regulierungsstellen für elektronische Kommunikation.

### Militär
Die drei baltischen Staaten und vier weitere mitteleuropäische Staaten sind seit März 2004 Mitglied der NATO.
Seit dem 1. Januar 2007 hat Lettland eine Berufsarmee, es beteiligt sich an internationalen und friedenserhaltenden Sicherheitseinsätzen. 2017 gab Lettland 1,7 % seines BIP für die Landesverteidigung aus. Lettland unterstützt die Ukraine, seit Russland im März 2014 völkerrechtswidrig die Krim besetzte und annektierte (Liste von Auslandshilfen für die Ukraine seit 2014). Seit 2024 gilt in Lettland ein verpflichtender Wehrdienst. Für 2025 wurden 3,75 % des BIP für die Verteidigung veranschlagt. Ab dem Jahr 2027 sollen die Verteidigungsausgaben auf 5 % steigen.

### Verwaltungsgliederung

Verwaltungsgliederung Lettlands seit dem 1. Juli 2025

Lettland hat seit 2009 eine einstufige Verwaltung, seine Novadi wurden zu Gemeinden, zunächst 110. Seit dem 1. Juli 2025 ist das Land in sieben staatsunmittelbare Städte (valstspilsētas), auch Republikstädte genannt, und 35 Bezirksgemeinden (Novads) eingeteilt. Als Allgemeinbegriff bedeutet novads etwa so viel wie „Region“, so werden die Woiwodschaften Polens im Lettischen als Novads bezeichnet. Seit 2009 bilden die Novadi die kommunale Ebene Lettlands. Sie haben eine durchschnittliche Einwohnerzahl von 26.900 (Bezirksgemeinden und Republikstädte zusammen durchschnittlich 44.200). Sie sind vergleichbar mit den 60 Savivaldybės Litauens (durchschnittlich 46.500 Einwohner), die in ihrem Zuschnitt großenteils auf sowjetische Rajons zurückgehen („… rajono savivaldybė“), und mit den 98 Kommuner (durchschnittlich 43.000 Einwohner) Dänemarks.

### Staatshaushalt
Der Staatshaushalt umfasste 2016 Ausgaben von umgerechnet 10,10 Mrd. Dollar, dem standen Einnahmen von umgerechnet 9,76 Mrd. Dollar gegenüber, daraus ergibt sich ein Haushaltsdefizit in Höhe von 1,2 % der Wirtschaftsleistung. Die Gesamtstaatsverschuldung betrug 2016 34,3 % des BIP.
Anteil der Staatsausgaben (in % des BIP) folgender Bereiche:
- Gesundheit: 7,5 % (2020)
- Bildung: 6,0 % (2020)
- Militär: 2,2 % (2020)[94]

## Wirtschaft

Lettland ist Teil des Europäischen Binnenmarkts. Zusammen mit 19 weiteren EU-Mitgliedstaaten (blau) bildet es eine Währungsunion, die Eurozone.

### Finanzplatz
Das Land führt eine Wertpapierbörse mit der Bezeichnung NASDAQ OMX Riga und dem OMX Riga Index als Leitindex.

### Wirtschaftsdaten
Das Wachstum des Bruttoinlandsprodukts (BIP) Lettlands lag seit der Überwindung der Russlandkrise (ab 2000) stets über sechs Prozent, insbesondere nach dem EU-Beitritt 2004. 2005 betrug das Wachstum 10,2 %. Haushalte und Unternehmen hatten in den Boom-Jahren allerdings auch hohe Schulden angehäuft. Das BIP betrug im Jahr 2017 27,03 Mrd. Euro.
Pro Kopf der Bevölkerung sind das 13.900 Euro (zum Vergleich: Deutschland 39.600 Euro). Vergleicht man das BIP nach Kaufkraftstandards (also nach der Kaufkraft eines Euros) mit dem Durchschnitt der EU (EU-28: 100) erreichte Lettland 2017 einen Wert von 67 (Deutschland: 124), der Wert war seit 2000 deutlich angestiegen (damals: 36).
Laut Weltbank steht Lettland auf Rang 22 der unternehmensfreundlichsten Länder. Im Global Competitiveness Index, der die Wettbewerbsfähigkeit eines Landes misst, belegt Lettland Platz 49 von 138 Ländern (Stand 2016/17). Der Index für wirtschaftliche Freiheit 2024 des Landes war der 19 höchste von 176 Ländern.
| Jahr                                | 2005 | 2010 | 2015 | 2016 | 2017 | 2018 | 2019 | 2020 | 2021 |
| ----------------------------------- | ---- | ---- | ---- | ---- | ---- | ---- | ---- | ---- | ---- |
| Lettland                            | 10,7 | −4,5 | 3,9  | 2,4  | 3,3  | 4,0  | 2,5  | −3,8 | 4,5  |
| Europäische Union (ab 2020 ohne UK) | 2,1  | 2,2  | 2,3  | 2,0  | 2,6  | 1,9  | 1,8  | −5,9 | 5,4  |
| Eurozone                            | 1,6  | 2,1  | 2,0  | 1,9  | 2,6  | 1,8  | 1,6  | −6,3 | 5,3  |

| 2009 | 2010 | 2011 | 2012 | 2013 | 2014 | 2015 | 2016 | 2017 | 2018 | 2019 | 2020 | 2021 |
| ---- | ---- | ---- | ---- | ---- | ---- | ---- | ---- | ---- | ---- | ---- | ---- | ---- |
| 17,7 | 19,7 | 16,3 | 15,1 | 11,9 | 10,9 | 9,9  | 9,7  | 8,7  | 7,4  | 6,3  | 8,1  | 7,6  |

Laut Eurostat waren 2010 in Lettland 21,3 % der Bevölkerung armutsgefährdet und 27,4 % der Letten lebten unter erheblicher materieller Entbehrung (EU-27 Durchschnitt: 16,4 bzw. 8,1 %).
Der gesetzliche Mindestlohn beträgt – seit dem 1. Januar 2025 – 740 Euro pro Monat.
| Jahr                                    | 2010   | 2015   | 2016   | 2017   | 2018   | 2019   | 2020   | 2021   | 2022   | 2023   |
| --------------------------------------- | ------ | ------ | ------ | ------ | ------ | ------ | ------ | ------ | ------ | ------ |
| BIP in Mrd. USD (Kaufkraftparität)      | 39,8   | 51,2   | 53,0   | 55,7   | 59,5   | 63,7   | 64,1   | 69,3   | 76,4   | 79,0   |
| BIP pro Kopf in USD (Kaufkraftparität)  | 18.773 | 25.802 | 26.896 | 28.558 | 30.762 | 33.188 | 33.605 | 36.608 | 40.753 | 41.938 |
| BIP-Wachstum (real)                     | −4,5 % | 3,9 %  | 2,4 %  | 3,3 %  | 4,0 %  | 0,6 %  | −3,5 % | 6,7 %  | 3,0 %  | −0,3 % |
| Inflation (in Prozent)                  | −1,2 % | 0,2 %  | 0,1 %  | 2,9 %  | 2,6 %  | 2,7 %  | 0,1 %  | 3,2 %  | 17,2 % | 9,1 %  |
| Staatsverschuldung (in Prozent des BIP) | 47 %   | 37 %   | 40 %   | 39 %   | 37 %   | 37 %   | 43 %   | 44 %   | 42 %   | 44 %   |

### Investitionen
Die Summe der ausländischen Direktinvestitionen belief sich bis zur Jahresmitte 2004 auf 3,1 Milliarden Euro. Deutschland belegt mit Gesamtinvestitionen von 435 Mio. Euro (I. Quartal 2004; entspricht 15 %) den ersten Rang vor Schweden, Finnland, Dänemark, Norwegen und den USA. Diese Position begründet sich ganz wesentlich in der Expansion der Nord/LB auch nach Lettland (eigene Tochter). Daneben sind folgende große Unternehmen und Investoren in Lettland tätig:
- Bankwesen: SEB (S/Anteile an Unibanka), Hansabanka (EE-SF), Vereins- und Westbank (D)
- Energie: Ruhrgas/eon und Gazprom (D und RU/Anteile an Latvijas Gaze), Den Norske Stats (N/Erdöl (Statoil)), Shell (UK-NL/Erdöl), Transneftegaz (RU/Erdöl), Neste (SF/Erdöl)
- Immobilien und Einzelhandel: LinstowWarner (N/Immobilien), Preatoni Group (I/u. a. Domina Hotels), Polarbek (USA/Radisson Hotel), Stockmann (SF), Kesko (SF)
- Telekommunikation: TeliaSonera (S/SF, Anteile an Lattelekom und LMT (Mobilfunk)), Tele2 (S)
- diverse: Rinzai (HKG-SGP / Acot Industries (Modellbau aus Metall)), SAS (S/DK; Anteile an Air Baltic)

### Jungunternehmen und Startups
Laut Weltbank steht Lettland auf Rang 22 der unternehmensfreundlichsten Länder der Welt. Lettland gehört damit zu den attraktivsten Staaten für neue Unternehmen. Mit 72 Vertretern unter den 5000 am schnellsten wachsenden Unternehmen der Welt wurde Riga von Inc. Wirtschaftsmagazin als einer der erfolgreichsten Startup-Standorte Europas bewertet (Platz 7).
Ende 2016 verabschiedete die Saeima, das lettische Parlament, mit großer Mehrheit ein in Europa einzigartiges Startup-Gesetz. Wenn ein Unternehmen die notwendigen Grundkriterien erfüllt, kann es deutliche Steuererleichterungen in Anspruch nehmen. Ein anerkanntes Startup-Unternehmen zahlt maximal 252 Euro in Steuern pro Mitarbeiter. Erst wenn das Gehalt 4050 Euro übersteigt, werden weitere Steuern fällig. Das Gesetz trat am 1. Januar 2017 in Kraft.

### Währung und Preise
Die nationale Währung Lettlands war bis zum 31. Dezember 2013 der Lats (int. Kürzel LVL), der im März 1993 eingeführt wurde und den Lettischen Rubel (Latvijas rublis) ablöste, welcher als Übergangswährung ein Jahr lang im Umlauf gewesen war. Seit dem 1. Januar 2014 ist der Euro im Umlauf.
Die Preisentwicklung in Lettland war nach einer wirtschaftlichen Depression 1998/99 (Russlandkrise) moderat, schritt aber mit Inflationsraten zwischen 2,5 und 3 % stets schneller voran als in den Nachbarstaaten Estland und Litauen. Mit dem EU-Beitritt kam es zu erheblichen Schwankungen (z. B. 2007 15 % und 2010 −1,22 %). Von 2017 bis 2019 lag die Inflationsrate bei knapp 3 %.
Im Rahmen der internationalen Finanzkrise ab 2007 gab es in Lettland im Oktober 2008 Verhaftungen von lettischen Staatsbürgern mit dem Vorwurf, durch Meinung oder Wirtschaftsprognosen die Landeswährung zu schwächen. Doch auch die Unterdrückung dieser Meinungen nutzte nichts: Die Regierung intervenierte mehrmals, allerdings erfolglos am Devisenmarkt. Auch Versuche, Ende Mai 2009 weitere Staatsanleihen zu verkaufen, scheiterten. Am 4. Juni 2009 forderte die EU-Kommission Lettland offiziell auf, das Staatsdefizit zu verkleinern, es wurde zum damaligen Zeitpunkt sogar ein Staatsbankrott befürchtet. Ausgabensenkungen waren die Voraussetzung für weitere Kredite des IWF.
Die Arbeitslosenquote stieg bis August 2009 auf 18,3 %, was gegenüber dem Vorjahreszeitraum fast eine Verdreifachung darstellte. Gleichwohl hat Lettland einen Ausweg aus der damaligen Krise gefunden.
Mit Wirkung vom 1. Januar 2005 wurde der Lats fest an den Euro zu einem Wechselkurs von 1 EUR = 0,702804 LVL gekoppelt. Die lettische Zentralbank hielt den Lats-Wechselkurs bis zur Euroeinführung in einer Bandbreite von ±1 % gegenüber dem Euro. Die Maastrichtkriterien wurden nach eigenen Angaben seit 2012 erfüllt. Im Juni 2013 signalisierte die EU-Kommission die Aufnahme Lettlands als 18. Mitglied in die Euro-Zone zum Jahr 2014, im Juli wurde die Einführung des Euro ab dem 1. Januar 2014 endgültig gebilligt.

### Außenhandel
Die Bedeutung des Außenhandels (sowohl von Exporten als auch Importen) für die lettische Wirtschaft hat sich im Verlaufe des letzten Jahrzehnts deutlich erhöht. Das Land setzt auf „Allianzen mit erfolgreichen Ländern“ (Schweden, Russland, Deutschland).
Die Exporte beliefen sich 2011 auf rund 6 Mrd. Lats, die Importe auf rund 7,6 Mrd. Lats. Das Defizit in der Handelsbilanz beträgt damit 1,6 Mrd. Lats. Durch positive Bilanzen bei Dienstleistungen sowie bei Direktinvestitionen und sonstigen Transferleistungen reduziert sich dieses Defizit in der Zahlungsbilanz zwar, blieb aber weiterhin hoch.
2004 hat sich insbesondere der Warenaustausch mit den unmittelbaren Nachbarstaaten (Estland, Litauen, Russland, Belarus) sowie mit Polen intensiviert.
- Hauptexportländer waren 2004:
  - Großbritannien (13 %)
  - Deutschland (12 %)
  - Schweden (10 %)
- Hauptexportprodukte:
  - Holz und Holzprodukte (über 30 % der Exporte)
  - Metalle und Metallprodukte (14 %)
  - Textilien (11 %)

- Hauptimportländer sind:
  - Deutschland (14,5 %)
  - Litauen (12,5 %)
  - Russland (9 %)
- Hauptimportgüter:
  - Maschinen und Elektrogeräte (20 %)
  - Mineralprodukte (v. a. Erdöl, 13 %)
  - Fahrzeuge (11 %)

### Produktion
Das verarbeitende Gewerbe trägt ein Viertel zum BIP Lettlands bei. Wichtige Industriezweige sind:
- Maschinen- und Fahrzeugbau: Waggons, Omnibusse, Waschmaschinen
- Nahrungsmittelindustrie (v. a. Milch-, Fleisch- und Fischverarbeitung, Getränkeindustrie)
- Metallurgie und Metallgüterherstellung
- Textilindustrie
- Holzverarbeitung und Papierherstellung
- Düngerproduktion

### Energie
Lettland erzeugt Elektrizität zu über einem Drittel (38 %) aus Wasserkraft, die aus drei Wasserkraftwerken an der Daugava stammt. Die übrige selbst erzeugte Elektrizität stammt aus zwei großen Verbrennungskraftwerken bei Riga (TEC-1 und TEC-2), welche Erdgas und, falls Erdgas in Notfällen nicht verfügbar sein sollte, auch Schweröl (Masut) verbrennen. Torf ist (neben Holz) der einzige primäre Brennstoff, den Lettland selbst produziert, und trägt ein gutes Fünftel zur Energie aus fossilen Brennstoffen bei. Erdöl, Erdgas und Kohle müssen vollständig (meist aus Russland) importiert werden. Ein geringer Teil des Energiebedarfs wird durch importierten Strom aus Estland (Strom aus Ölschieferkraftwerken bei Narva) gedeckt. Die deutsche Firma PreussenElektra hat zwar bereits 1995 einen Pilot-Windpark an der Grenze zu Estland bei Ainaži errichtet, dem ein größeres Projekt bei Liepāja (deutsch: Libau) gefolgt ist, doch ist die Einspeisung von Windenergie vernachlässigbar gering. Der lettische Energieversorger Latvenergo war am Kernkraftwerksprojekt Visaginas beteiligt, welches von den Baltischen Staaten und Polen gemeinsam verfolgt wurde.
Das lettische Stromnetz war seit der Unabhängigkeit von der Sowjetunion bis zum 8. Februar 2025 mit dem russischen Stromnetz gekoppelt und bildete mit Estland und Litauen das Verbundnetz RG Baltic. Neue Stromleitungen aus Polen (LitPol Link), Schweden (NordBalt) und Finnland (Estlink 1 und 2) ermöglichen den Austausch elektrischer Energie zwischen den baltischen Staaten und Westeuropa bzw. Skandinavien. Die drei baltischen Staaten sind seit dem 9. Februar 2025 an das europäische Stromnetz (Europäisches Verbundsystem) angeschlossen.
Lettland war ein bedeutendes Transitland für Energie. Von Polazk in Belarus verlaufen zwei Erdöl-Pipelines nach Ventspils an der Ostsee sowie eine über lettisches Territorium nach Mažeikiai in Litauen. Betreiber war das lettisch-russische Joint-Venture LatRosTrans. Die Endstation der Pipeline, Ventspils, war der größte Verladehafen für Erdöl und Erdölprodukte an der Ostsee. Russlands staatliches Öltransportunternehmen Transneft, das auch an LatRosTrans beteiligt ist (siehe Direktinvestitionen), legte 2003 die Pipeline trocken (Transneft behauptete, die Pipeline hätte Lecks), um eigene Ölhäfen in Russland (Primorsk bei St. Petersburg, Kaliningrad) zu bevorzugen.

## Infrastruktur
Im Logistics Performance Index, der von der Weltbank erstellt wird und die Qualität der Infrastruktur misst, belegte Lettland 2018 den 70. Platz unter 160 Ländern.

### Schienenverkehr
Die staatliche Eisenbahngesellschaft Latvijas Dzelzceļš (LDz) betreibt ein sternförmig auf Riga ausgerichtetes Streckennetz in Russischer Breitspur. Für Personen wird der S-Bahn-ähnliche Vorortzugverkehr im Großraum Riga bedient. Der weitere Personenverkehr verliert seit Jahren an Bedeutung.
Im Güterverkehr weist die Bahn in Lettland mit einem Anteil von 64 % am gesamten Verkehrsaufkommen den höchsten Wert in Europa auf.

### Straße
Das gesamte Straßennetz umfasste 2013 etwa 72.440 km, wovon 14.707 km asphaltiert sind. Das lettische Straßennetz ist dreistufig gegliedert:
1. Die Hauptverkehrsadern werden durch 15 staatliche Hauptstraßen –  bis  – gebildet, welche – wie das Eisenbahnnetz – sternförmig auf Riga ausgerichtet sind.
2. Zwischen den und innerhalb der Verwaltungsbezirke Lettlands verlaufen 133 Staatsstraßen 1. Ordnung –  bis  – und
3. 1489 sonstige Verbindungsstraßen –  bis  – als Staatsstraßen 2. Ordnung.

Dazu kommen die innerstädtischen Straßen sowie Feld- und Waldwege und private Straßen. Für die Unterhaltung der öffentlichen Straßen ist die staatliche Aktiengesellschaft Lettlands Staatsstraßen zuständig.
Die staatlichen Hauptstraßen sind teilweise autobahnartig ausgebaut. Sie sind etwa mit Deutschlands Bundesstraßen vergleichbar. Der Individualverkehr nimmt an Bedeutung stetig zu. Ein großer Teil des Personenverkehrs wird mit dem Omnibus auf einem dichten und gut frequentierten Netz abgewickelt. Auch im Auslandsverkehr gibt es ein weit verzweigtes Liniennetz, das auch die meisten deutschen Großstädte mit der lettischen Hauptstadt Riga verbindet.
Lettland hat eines der weitmaschigsten Straßennetze in Europa. Der Anteil der staatlichen Straßen beträgt 311 m/km². Der Anteil von allen Straßen beträgt 1088 m/km².
Das Busverkehrsnetz ist deutlich engmaschiger ausgebaut als das lettische Schienennetz. Es wird bedient von einer Vielzahl nationaler Buslinien sowie zahlreichen Fernbuslinien in die Nachbarländer und viele Länder der EU. Die wichtigsten internationalen Buslinienbetreiber sind Eurolines, Ecolines und Nordeka. Die Fahrt von Riga nach Berlin dauert etwa 18 Stunden. Mit einem Auto ist Riga in etwa 12 bis 14 Stunden erreichbar.

### Flug- und Schiffsverkehr
Wichtigste Fluggesellschaft ist Air Baltic, die vor allem Ziele in Nord-, Mittel- und Westeuropa sowie in Russland und den GUS-Staaten anfliegt. Sie hat ihren Sitz am Flughafen Riga, dem größten Flughafen der Baltischen Staaten. 2017 gingen von Riga in der Wintersaison wöchentlich 68 Flüge nach Deutschland, in der Sommersaison 87 Flüge.
Wichtigste Seehäfen sind Riga, Liepāja und Ventspils. Von hier aus wird unter anderem russisches Erdöl verschifft. Daneben bestehen Fährverbindungen nach Schweden, Dänemark und Deutschland.

### Feuerwehr
In der Feuerwehr in Lettland waren im Jahr 2019 landesweit 2.700 Berufs- und 430 freiwillige Feuerwehrleute organisiert, die in 92 Feuerwachen und Feuerwehrhäusern, in denen 241 Löschfahrzeuge und 37 Drehleitern bzw. Teleskopmasten bereitstehen, tätig sind. In den Jugendfeuerwehren sind 300 Kinder und Jugendliche organisiert. Die lettischen Feuerwehren wurden im selben Jahr zu 20.749 Einsätzen alarmiert, dabei waren 10.095 Brände zu löschen. Hierbei wurden 261 Tote von den Feuerwehren bei Bränden geborgen und 1.289 Verletzte gerettet. Die nationale Feuerwehrorganisation Valsts ugunsdzēsības un glābšanas dienests repräsentiert die lettische Feuerwehr im Weltfeuerwehrverband CTIF.

### Internet
Im Jahr 2023 nutzten 92,2 Prozent der Einwohner Lettlands das Internet. Im letzten Jahrzehnt nahm Lettland in verschiedenen Rankings der Internetgeschwindigkeit weltweit die Plätze 3 bis 10 ein, in Abhängigkeit von der Messmethode. 2016 wurde Lettland auf Platz 8 zwischen der Schweiz und Finnland eingeordnet. Nach dem Anteil von Glasfaser-Netzen am Breitband-Internet nahm Lettland 2016 weltweit den zweiten Platz hinter dem erstplatzierten Japan ein. Landesweit verfügt Lettland über mehr als 4500 kostenlosen Wifi-Hotspots. 930 der kostenlosen WLAN-Hotspots werden in der Hauptstadt Riga angeboten, das sind drei pro km².

## Kultur

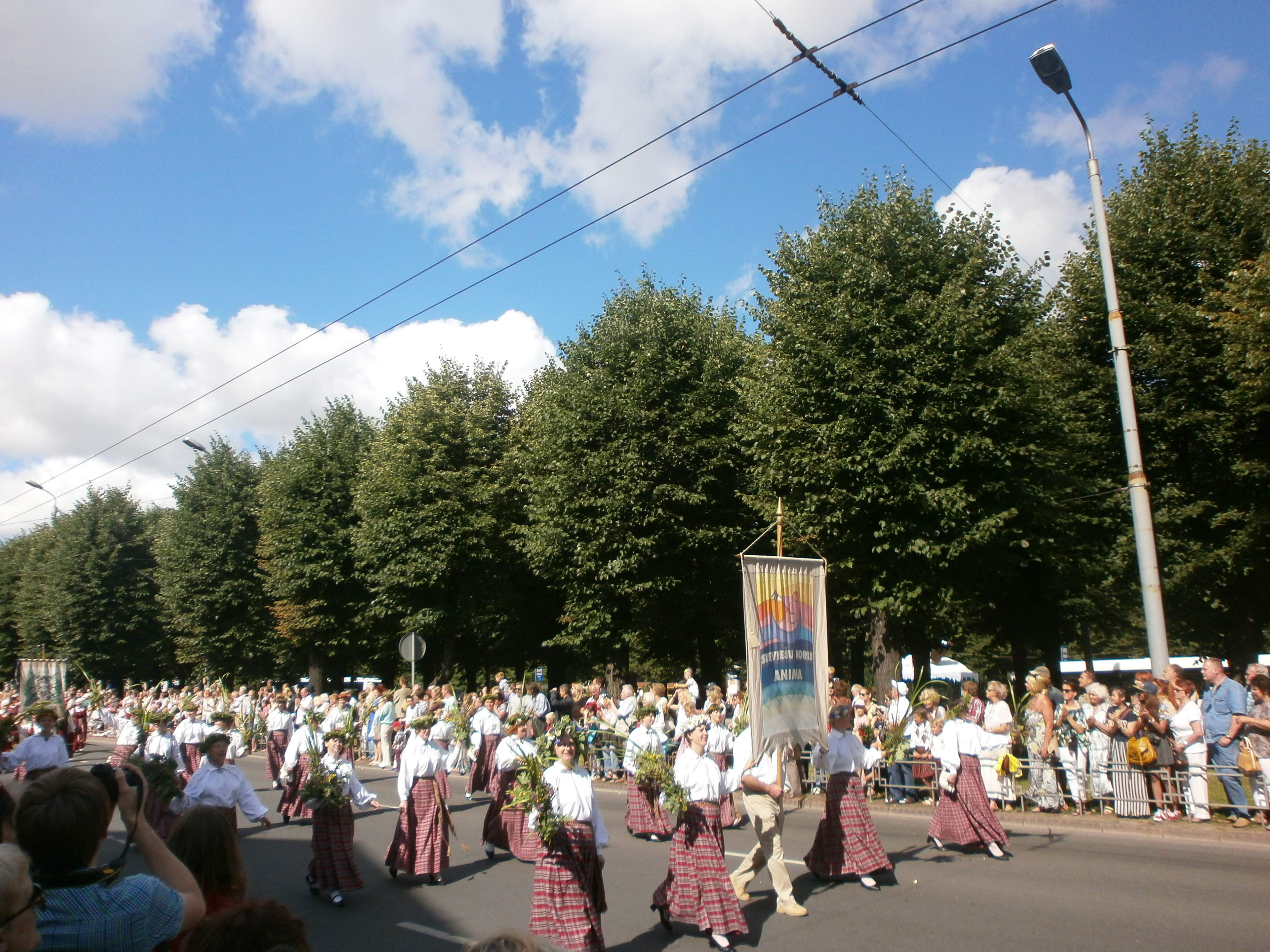
Abschlussumzug des Liederfests 2013

Lettland wird kulturell vor allem nordeuropäisch beeinflusst. Die Altstädte weisen die typischen im Raum der Hanse verbreiteten Elemente auf. Auch die aktuelle lettische Kultur besitzt vielfältige Beziehungen zu Schweden und Finnland, vor allem aber zum norddeutschen Kulturraum. Ähnlich wie in Estland war die Stadtkultur und der Großgrundbesitz bis zur Bodenreform von 1921 sowie der „Heimrufung“ der deutschen Minderheit 1939 ins Deutsche Reich deutschsprachig – und damit für Jahrhunderte auch die Intelligenz des Landes. Die bis zur nationalsozialistischen Okkupation im Juli 1941 wirtschaftlich zunehmend bedeutender gewordene jüdische Minderheit wurde während des Holocaust nahezu gänzlich ermordet.

### Musik und Brauchtum
Lettland ist bekannt für seine bäuerliche Folklore und Volksmusik, in der vorchristliche Vorstellungen der altlettischen Religion eine zentrale Rolle spielen. Neben Arbeitsliedern dient die Volksmusik dazu, die Feste des Jahreszyklus und Familienfeiern zu begleiten. Charakteristisch für die alte Tradition der gesungenen Lieder sind ein geringer Tonumfang mit einer der Sprache nachgeordneten rhythmischen und melodischen Struktur. Vor allem bei Hochzeiten werden Refrainlieder mit Vorsänger und Chor gesungen. Zur alten Schicht der Gesangstradition gehören die Dainas, vier- oder sechszeilige reimlose Lieder zu allen Themen von der Mythologie bis zum Alltagsleben. Über eine Million Dainas wurden gesammelt. Die Sammlung, Systematisierung und Publikation dieser bis dahin mündlichen Überlieferung wurde Ende des 19. Jahrhunderts von Krišjānis Barons begonnen; sein eigens dafür gefertigter Daina-Schrank gilt heute als eine Art Nationalheiligtum.
Viele alte, jedoch bis heute lebendige Bräuche und Dainas ranken sich um das Mittsommerfest Jāņi am 23. und 24. Juni, die in Lettland staatliche Feiertage sind.  Osterprozessionen wurden stets vom Lärm der Klabeklis genannten hölzernen Klangerzeuger begleitet. Diesen Klappern und Schlagbrettern wurde eine magische Wirkung zur Abwehr böser Geister zugesprochen.
In Riga (während der Sowjetzeit auch an verschiedenen Orten im westlichen Ausland) findet alle fünf Jahre ein großes Liederfest statt, an dem mehrere Hundert lettische, exil-lettische und internationale Chöre teilnehmen.

### Medien
In Lettland erscheinen fünf landesweit verbreitete Tageszeitungen, darunter Diena, Neatkarīgā Rīta Avīze und Latvijas Avīze. 76,3 % der Bevölkerung verfügten 2016 über einen Internetanschluss; die Breitband-Verbreitungsquote lag bei 6,4 %.
Lettland verfügt über einen öffentlich-rechtlichen Fernseh- und Hörfunksender (Latvijas Televīzija und Latvijas Radio).

### Sport
Der Sport hat in Lettland einen hohen Stellenwert. Bereits 1924 nahm das Land erstmals an den Olympischen Winterspielen in Chamonix teil und setzte diese eigenständige Teilnahme auch bis zur Besetzung durch die UdSSR 1940 fort. Bis dahin konnten lettische Sportler drei Medaillen bei den Olympischen Spielen gewinnen. Nach der Wiedererlangung der Unabhängigkeit formierten sich die nationalen Sportverbände erneut, seitdem gewannen lettische Sportler 23 weitere Medaillen.
Special Olympics Lettland wurde 1989 gegründet und nahm mehrmals an Special Olympics Weltspielen teil.
Als lettischer Nationalsport gilt Eishockey. Das erste Eishockeyspiel auf lettischem Boden wurde bereits 1909 abgehalten. Die Eishockey-Weltmeisterschaften von 2006, 2021 und 2023, fanden (letztere teilweise) in Riga statt. In der Saison 2019/20 war Lettland mit insgesamt fünf Spielern in der NHL vertreten.
Neben Eishockey ist auch Basketball beliebt. Lettland hat 1935 die erste Europameisterschaft in Basketball gewonnen, vor Spanien und der Tschechoslowakei. 1939 wurde Lettland Vizemeister. In der Saison 2016/17 ist Lettland mit zwei Spielern in der NBA, der stärksten Basketball-Liga der Welt, vertreten. Auch Frauenbasketball ist auf einem hohen Niveau entwickelt. Fußball, insbesondere das Nationalteam, findet erst seit der erstmaligen EM-Qualifikation 2004 eine größere Beachtung.
Lettland besitzt eine eigene Bob- und Rennschlittenbahn in Sigulda. Dort finden regelmäßig Europa- und Weltmeisterschaften statt. Im Bobsport und im Skeleton gehören lettische Sportler zur Weltelite.
Im Motorsport wurde von 2006 bis 2009 und 2013 in Daugavpils im Rahmen der Speedway-Einzelweltmeisterschaft der Grand Prix von Lettland ausgetragen. Im August 2014 fand er in der Hauptstadt Riga statt. 2016 fand zum ersten Mal die FIA-Rallycross-Weltmeisterschaft WRX in Riga statt.
Im Tennis hat Lettland mit Jelena Ostapenko und Anastasia Sevastova zwei WTA-Weltklassespielerinnen in ihren Reihen. Ostapenko gewann im Juni 2017 mit knapp 20 Jahren als erste Lettin überhaupt ein Grand Slam Turnier, als sie in Paris bei den French Open im Finale Simona Halep bezwingen konnte und im März 2018 auf Platz 5 der Damen-Weltrangliste stand. Sevastova, die wie Ostapenko Lettland im Federation Cup vertritt, stand schon auf Platz 11 der Weltrangliste.

### Feiertage
In Riga stand nach Ansicht einiger Forscher und Legenden im Jahre 1510 der erste Weihnachtsbaum der Welt. Andere legen diese Erfindung jedoch ins elsässische Straßburg.
Der wohl wichtigste Feiertag ist der Johannistag (Jāņi-Fest) am 24. Juni, der mit seinem Vorabend (Līgo-Fest) am 23. Juni als ein zweitägiges Mittsommerfest gefeiert wird. Dieses Fest ist durch zahlreiche Traditionen geprägt. Man tanzt überlieferte Volkstänze, flicht Blumenkränze (für die Frauen) und Kränze aus Eichenzweigen (für die Männer), braut und trinkt ein besonderes Bier und isst dazu Käse. Sobald am 23. Juni die Sonne untergegangen ist, werden große Feuer entzündet. Geschlafen wird in dieser Nacht nicht, denn das bringt angeblich Unglück für das folgende Jahr, bis zur nächsten Mittsommerfeier.
Weitere gesetzliche Feiertage sind:
- Neujahr (1. Januar)
- Karfreitag
- Ostern
- Tag der Arbeit (1. Mai)
- Wiederherstellung der Unabhängigkeit 1990 (4. Mai)
- Johannisfest – Jāņi (Sommersonnenwende) (23. und 24. Juni)[131]
- Proklamierung der Republik Lettland 1918 (Nationalfeiertag) (18. November)
- Weihnachten (25. und 26. Dezember)
- Silvester (31. Dezember)

Eine große Bedeutung haben die lettischen Namenstage. Für viele Letten der älteren und mittleren Generationen, zumal in Lettgallen, ist ihr Namenstag wichtiger als der Geburtstag. Am Namenstag wird die Familie eingeladen und das „Namenskind“ wird – wie zum Geburtstag – beschenkt und besungen.